# Monestir d'Arkadi
El monestir d'Arkadi (en grec: Μονή Αρκαδίου, Moní Arkadiou) és un monestir ortodox, situat en una plana a 23 km al sud-est de Réthimno, a l'illa de Creta (Grècia). L'església data del segle xvi i està marcada per la influència del Renaixement, ja que l'illa era aleshores veneciana. Aquesta influència és visible en l'arquitectura que barreja elements romànics i barrocs. Aquesta església de dues naus va ser destruïda pels turcs el 1866, i reconstruïda posteriorment. Des del segle xvi, el monestir fou un centre de ciència i d'art, amb una escola i una biblioteca amb molts llibres antics. Envoltat de muralles altes i gruixudes, situat en un altiplà inaccessible, el monestir era una veritable fortalesa.
Arkadi fou un focus actiu i un important centre de resistència contra l'ocupació otomana, motiu que el va fer cèlebre. Durant la revolta de Creta del 1866, 943 grecs hi van trobar refugi: alguns resistents, però la majoria dones i nens. Després de tres dies de lluita, i sota les ordres del superior del monestir, l'hegumen Gabriel, els cretencs van fer esclatar els barrils de pólvora, preferint el sacrifici abans que la rendició. Tots, menys un centenar, van morir en l'assalt. Uns 1.500 turcs i egipcis van morir també en la batalla.
El monestir és avui un santuari nacional en honor de la resistència de Creta, i cada 8 de novembre es commemora la tragèdia a Arkadi i Réthimno. L'explosió no posà fi a la insurrecció de Creta, però va atreure l'atenció internacional sobre la seva lluita d'independència.

## Topografia

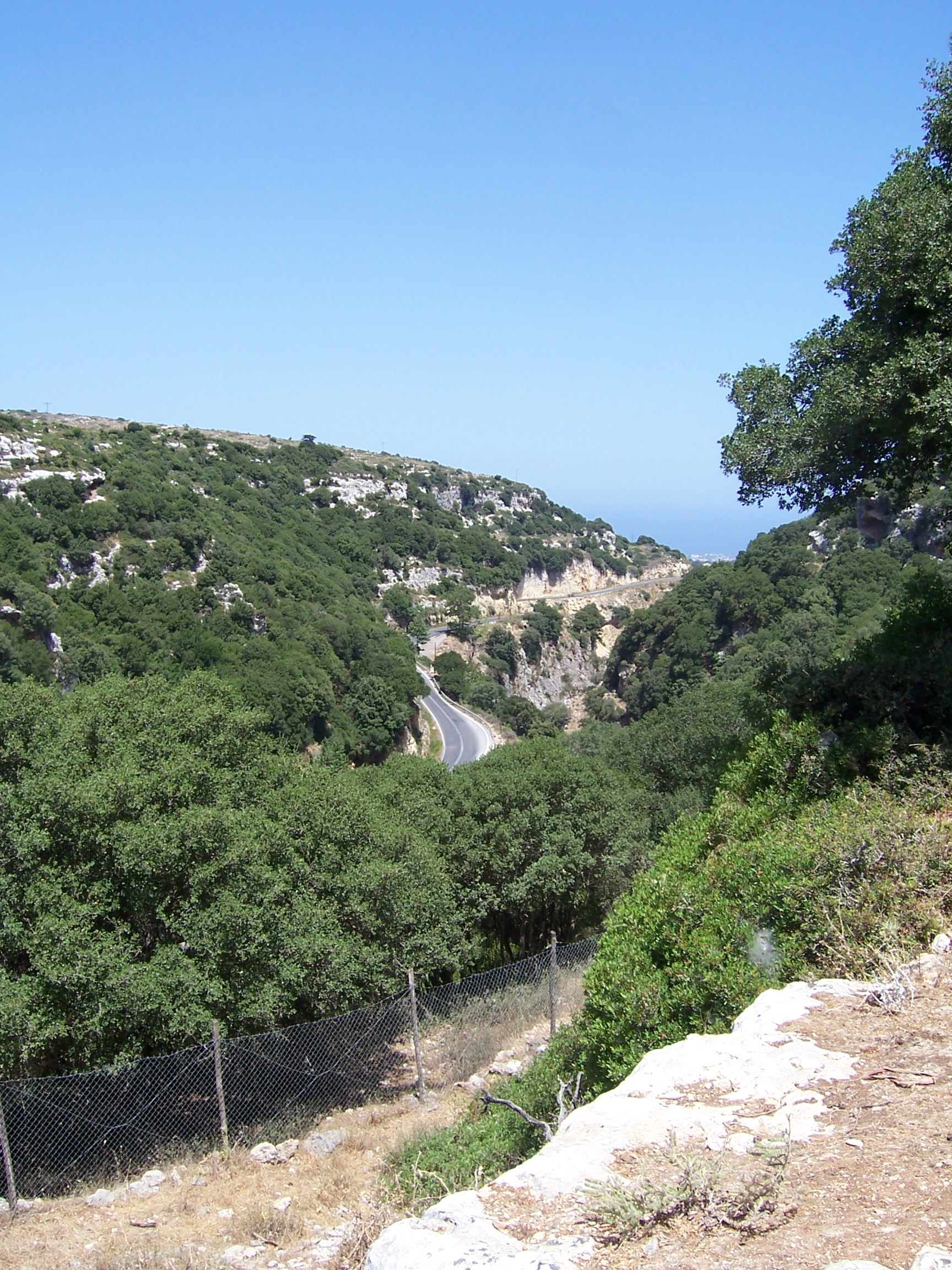
Gorges d'Arkadi

El monestir d'Arkadi es troba a la prefectura de Réthimno, a uns 25 quilòmetres al sud-est de Réthimno. El monestir ocupa un altiplà, de forma més aviat rectangular, és d'aproximadament 6,5 quilòmetres de costat, situat al flanc nord-oest del mont Ida, a una altitud de 500 metres. La regió d'Arkadi és fèrtil i hi ha moltes vinyes, oliveres i boscos de pi, roure i de xiprer. L'altiplà d'Arkadi està envoltat de turons que el dominen. L'altiplà occidental acaba abruptament i dona pas a les gorges. Comencen en un lloc anomenat Tabakaria i acaben a la regió de Stavromenos, a la costa, a l'est de Réthimno. Les gorges d'Arkadi tenen una rica diversitat de plantes i flors silvestres endèmiques.

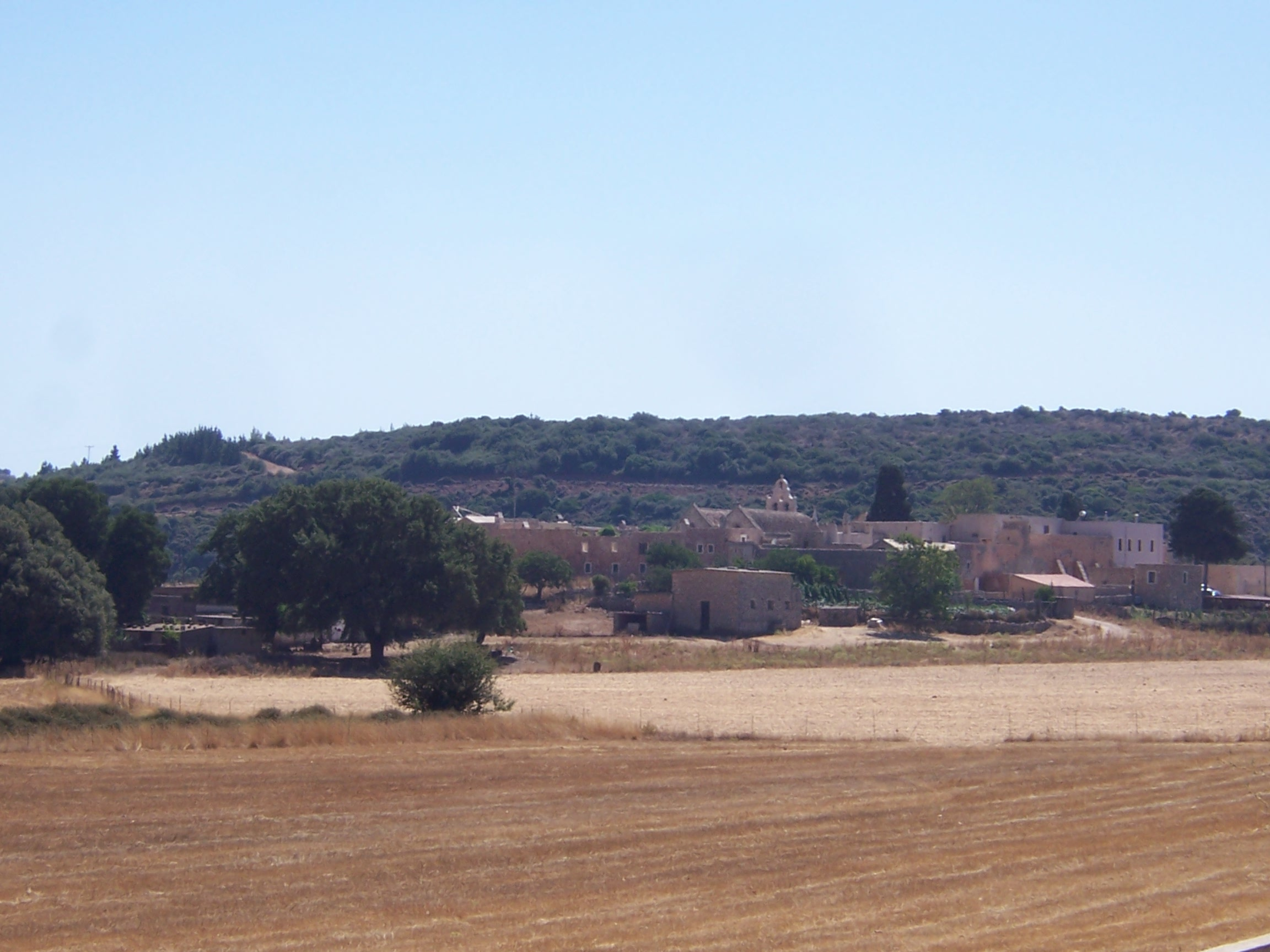
La plana d'Arkadi

La regió on es troba el monestir ha estat habitada des de temps antics. La presència de la muntanya sagrada Psiloritis, triada segons la mitologia per a la criança de Zeus, ha afavorit l'assentament humà. Així, a cinc quilòmetres al nord-est, la ciutat d'Eleuterna va viure el seu apogeu en l'època d'Homer i els períodes clàssic i romà, però la seva influència s'estén a tot el període paleocristià i romà d'Orient. El poble més proper del monestir és Amnatos, a uns tres quilòmetres al nord. Els pobles dels voltants són rics en vestigis romans d'Orient, que proven la prosperitat de la regió. Així, el monestir de Moni Arseniou, a pocs quilòmetres al nord d'Arkadi, és també un dels grans monestirs de Creta.
El monestir té la forma d'un paral·lelogram quasi rectangular. El recinte s'assembla a una fortalesa que s'estén 78,50 metres de llarg al nord, 73,50 metres al sud, 71,80 metres a l'est i 67 metres a l'oest. La superfície total del monestir és de 5.200 m².

## Història

### Fundació

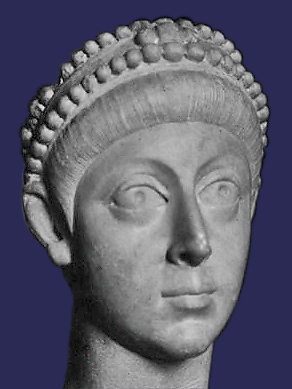
L'emperador Arcadi, que segons la tradició, hauria fundat el monestir

La data exacta de la fundació del monestir no es coneix amb certesa. Segons la tradició, la fundació ha estat atribuïda tant a l'emperador romà d'Orient Heracli com a l'emperador Arcadi al segle v. I d'acord amb aquesta segona versió, el monestir pren el seu nom de l'emperador.
La presència a Creta de molts monestirs que s'anomenen amb el nom del monjo que fundà l'edifici és molt comuna. Actualment, doncs, la hipòtesi que un monjo anomenat Arkadi hauria fundat el monestir és la que preval.
Segons Joseph Pitton de Tournefort, el monestir es va construir en l'emplaçament d'una antiga ciutat, Arcàdia, de la qual la llegenda diu que, un cop destruïda, totes les fonts i dolls de l'entorn no tornaren a rajar fins a la fundació d'una nova ciutat. No obstant això, el 1837, Robert Pashley posà de manifest la impossibilitat que el monestir hagués estat construït sobre les ruïnes d'una ciutat. Aquesta és la versió que preval avui en dia.
L'evidència més antiga de l'existència del monestir data del segle xiv. El 1951, el professor Kalokyris publicà una inscripció que data del segle xiv que verificava la hipòtesi que existia en aquell moment un monestir dedicat a sant Constantí. La inscripció diu: "L'església porta el nom d'Arkadi i està dedicada a sant Constantí". Aquesta inscripció havia de ser al frontó d'una església més antiga que la que podem veure avui en dia, o bé sobre l'entrada al monestir.

### Restauracions
Cap a finals del segle xvi, un període de creació cultural i artístic a l'illa, el monestir visqué un moment de restauració i transformació. Els propietaris n'eren Klimis i Vissarion Khortatzis, de la família Khortatzis Réthymnon, associada enormement amb el Renaixement cretenc amb, entre d'altres, Iorgos Khortatzis, autor de la tragèdia Erofíli (Ερωφίλη). L'hegumen del monestir era aleshores Klimis Khortatzis, com ho assenyala una inscripció de 1587 a la base de la torre. Ell va implantar en el monestir una orientació cenobítica al 1573. Així, la façana de l'edifici data de 1586. La construcció d'aquesta església s'allargà vint anys, i podem suposar que la primera pedra va ser col·locada el 1562. L'iniciador de l'obra, Klimis Koortatzis, probablement va morir poc després de la seva realització i no consta que fos viu en la inauguració de la nova església. La investigació ha descobert una carta del patriarca d'Alexandria, Meleci Pigas, en què assignava la cerimònia d'inauguració a l'hegumen successor de Klimis, Mitrofanis Tsyrigos. Si bé aquesta carta no està datada, pot situar-se entre 1590, quan va ser ordenat patriarca Meletios Pigas, i 1596, quan l'hegumen Nicèfor succeí Tsygiros. Durant el mandat dels tres primers abats, i fins a principis del segle xvii, el monestir d'Arkadi visqué un gran creixement, tant a nivell cultural com econòmic. Es va convertir en un gran centre de còpia de manuscrits, la majoria dels quals es perderen durant la destrucció de l'edifici pels otomans el 1866, i se'n troba la resta en col·leccions a l'estranger. El monestir va créixer amb la construcció dels graners el 1610, i el refectori el 1670.

### Període otomà
El 1645, els otomans iniciaren la conquesta de l'illa. A la primavera de 1648, es van fer amos de la major part de l'illa, amb l'excepció d'Heraklion, Grambusa, Càndia i Spinalonga, que encara romanien sota domini venecià.
Després de la captura de Réthimno, el 1648, els otomans van avançar gradualment cap a l'interior i en saquejaren el monestir. Els monjos i l'hegumen Simeó Halkiopoulos van refugiar-se al monestir de Vrontissi. Se'ls va permetre retornar a Arkadi després de jurar lleialtat a Hussein Pasha. L'acord incloïa el dret dels turcs a tocar la campana del monestir, fet que convertí Arkadi en el Çanli Manastir (monestir on tocar el timbre en turc). Un firman va permetre reconstruir monestirs destruïts d'acord amb els seus plans originals, sense addicions o canvis. Arkadi aprofità aquest fet, sembla que excedint el firman i afegint nous edificis. Al llarg del període otomà, el monestir continuà creixent, com ho demostren els escrits de Joseph Pitton de Tournefort. Per a aquest botànic francès, el monestir és el més bell i ric de Creta. Hi havia 100 religiosos al convent, i d'altres 200 que vivien en el seu entorn rural. El territori del monestir s'estén cap al nord des del mar de l'est de Rethymno, fins al cim del mont Ida cap al sud. Aquestes terres permeten que el monestir pugui viure del treball de la terra. Així Tournefort parla de "400 mesures d'oli" que es produïen cada any, una xifra que podria duplicar-se si el monestir perdés fruits per manca de mà d'obra. Tournefort també detalla l'existència del celler del monestir, amb un mínim 200 botes, les millors de les quals eres beneïdes per l'hegumen cada any, amb una pregària expressa per a aquest fi. Sembla que el vi d'Arkadi gaudia de prestigi, i anomenat com a malvasia, era molt conegut pels venecians. Franz Wilhelm Sieber, durant la seva visita al monestir, també es referí al celler de l'hegumen i elogià l'elaboració dels vins a partir de raïm d'excel·lent rendiment en alçada, dubtant però del cultiu d'altres varietats. Arran d'aquest fet, al monestir s'hi produí blat de moro.

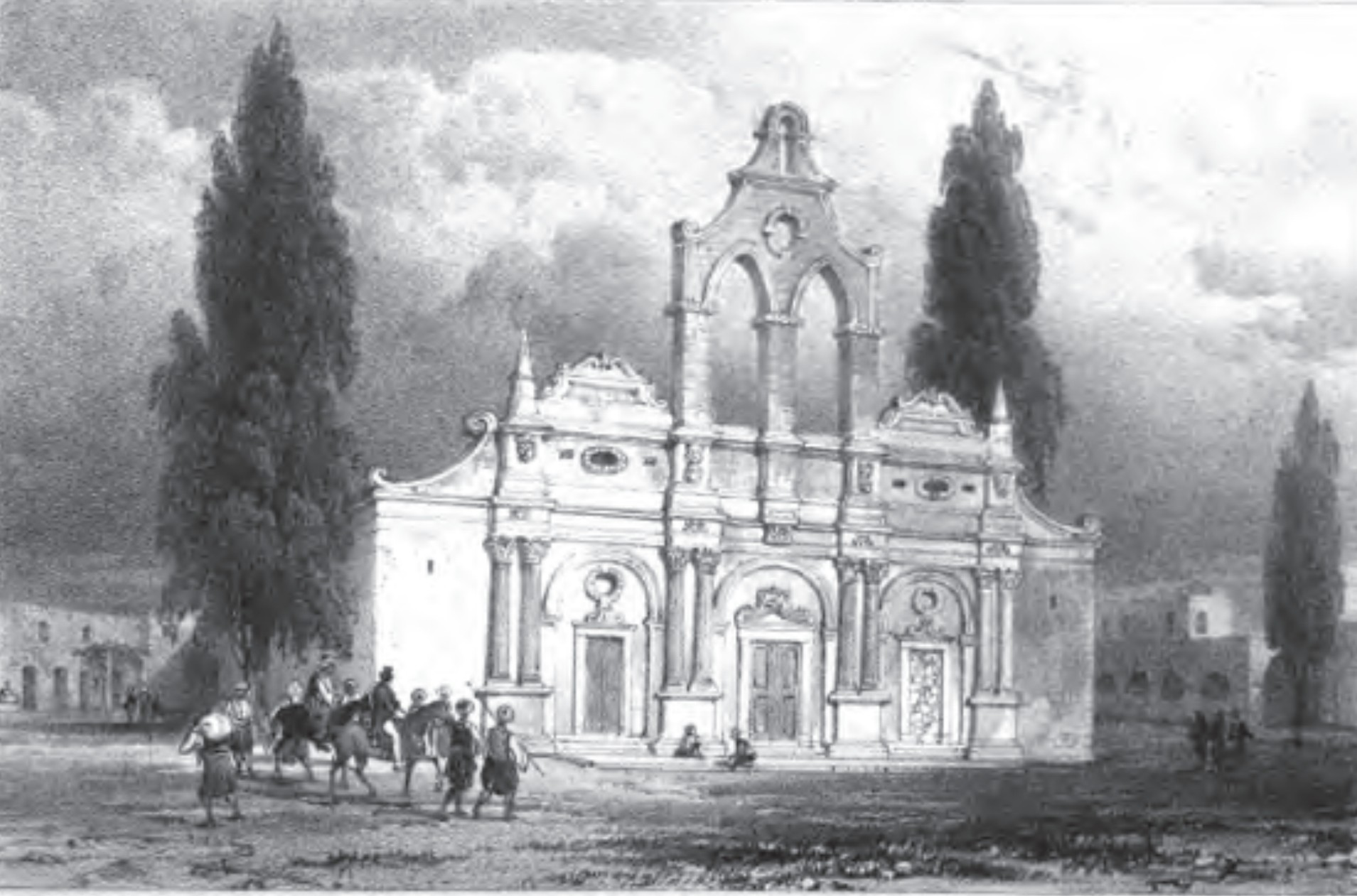
El monestir vist per Robert Pashley

Al segle xix, el monestir entra en certa decadència. Sieber, que s'hi aturà prop d'un segle després de Tournefort i Pocock, no és tan elogiós en les seves descripcions com els seus predecessors. Per a l'alemany, el monestir no acull més de vuit sacerdots i dotze monjos. Tot i que hi segueix existint un treball agrícola continuat, es faria palès un cert endeutament del monestir, ja que s'esmenten els desplaçaments de l'hegumen a Réthimno per pagar deutes. Sieber descriu la biblioteca, amb més de 1.000 volums de textos religiosos, així com amb texts de Píndar, Petrarca, Virgili, Dant, Homer, Estrabó, Tucídides i Diodor. Però el viatger insisteix en el lamentable estat d'aquests llibres, dient que "mai havia vist llibres tan malmesos", queixant-se de la impossibilitat de distingir entre les obres d'Aristòfanes i les d'Eurípides.
El 1822 un grup de soldats turcs, liderats per un tal Getimalis, s'apoderà d'Arkadi i saquejà el monestir. Els habitants d'Amari van idear i executar un pla per recuperar el monestir, i destruïren la banda de Getimalis. Una altra versió de la història diu que Antoni Melidonos, un sfakià establert a l'Àsia Menor, tornà a l'illa al capdavant dels voluntaris grecs d'Àsia Menor per donar suport als esforços de Creta durant la Guerra d'independència grega. Amb un cos de 700 soldats, travessà l'illa d'oest a est. Assabentat del saqueig del monestir, s'hi va dirigir. Va arribar a la nit, escalà les teulades i calà foc a l'edifici abocant-hi material inflamable. Capturat Getimalis, i a punt de ser executat, aquest jurà estar disposat a convertir-se al cristianisme. El baptisme es va dur a terme immediatament i el nou convers quedà en llibertat.
Mentre que aquest esdeveniment hagué de suposar un cop dur per al desenvolupament del monestir, alguns documents grecs i turcs esmenten la capacitat del monestir per a proporcionar aliments als residents de l'àrea, i de donar refugi a fugitius perseguits per les autoritats turques. El monestir oferia educació a la població cristiana local. De 1833 a 1840, fou capaç de donar 700 piastres per a les escoles de la regió.

## El drama d'Arkadi
Tot i Creta es va aixecar contra l'ocupació otomana a la Guerra d'Independència grega, el Protocol de Londres de 1830 no permet a l'illa formar part del nou estat grec.
El 30 de març de 1856, el Tractat de París va obligar el sultà a aplicar el Hatti-Houmayoun, és a dir, la igualtat civil i religiosa dels cristians els musulmans. Les autoritats otomanes a Creta, però, n'eren reticents. Atès el gran nombre de conversions de musulmans (antics cristians que s'havien convertit a l'islam i que després havien abjurat), l'Imperi va intentar retractar-se de la llibertat de consciència. El descontentament es va veure agreujat per la introducció de nous impostos i el toc de queda. L'abril de 1858, 5000 cretencs es reuneixen a Boutsounaria (a 10 km de Khanià). Finalment, un decret imperial del 7 de juliol de 1858 els garantia privilegis religiosos, judicials i fiscals. La revolta del 1866 s'estava precipitant per l'escletxa oberta per la Hatti-Homayoun.

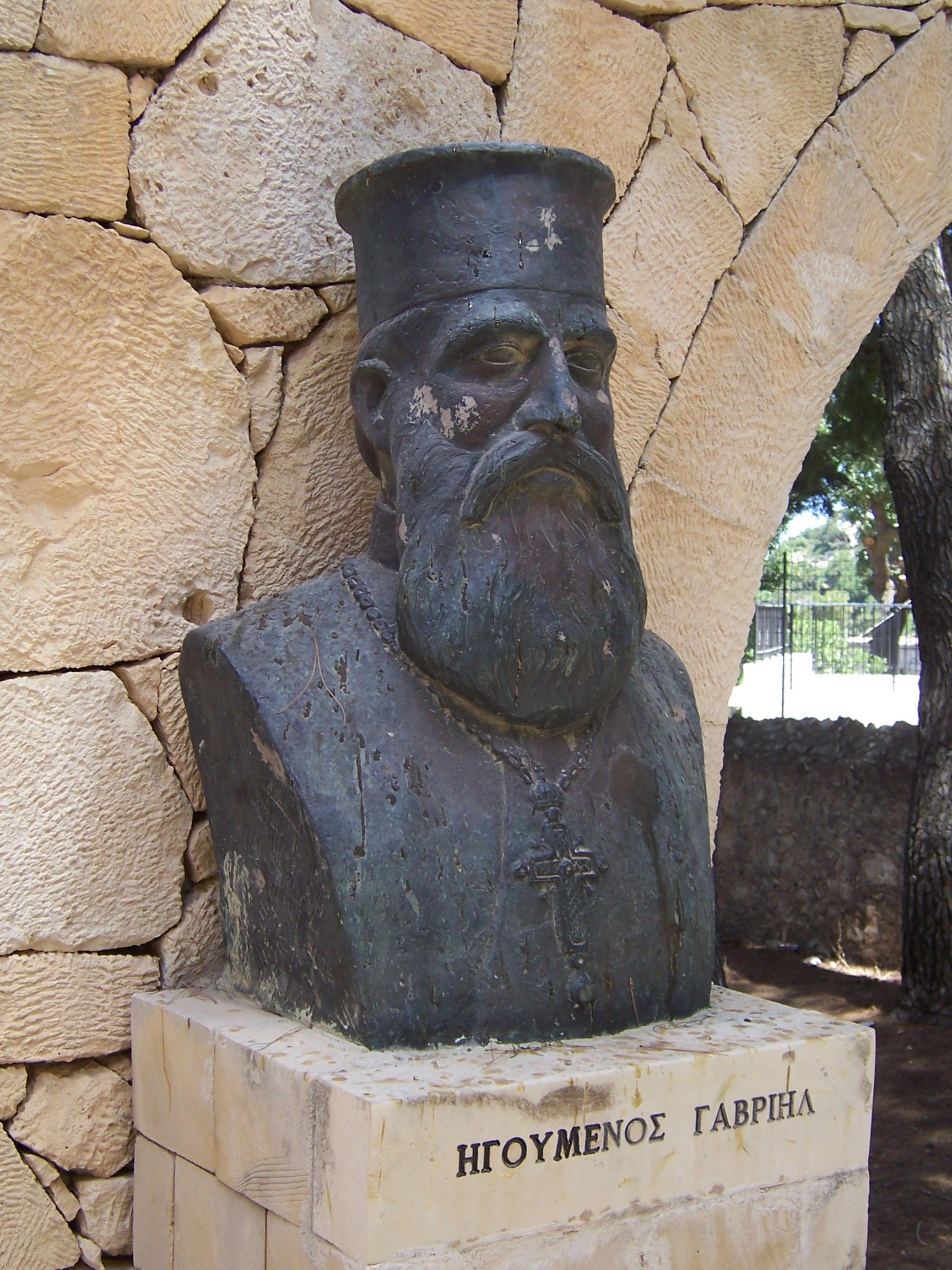
Bust de l'hegumen Gabriel

Una segona causa de la insurrecció de 1866 fou la intervenció d'Ismail Pasha en una disputa interna sobre l'organització dels monestirs de Creta. Diferents laics defensaven des de 1862 que els béns dels monestirs havien d'estar control del consell d'ancians, amb la finalitat de crear escoles, però s'enfronten a l'oposició dels bisbes. Ismail Pasha intervingué en aquesta disputa domèstica entre cristians designant les persones encarregades de discutir l'assumpte, anul·lant l'elecció dels membres "indesitjables" i la detenciót i empresonament els membres de la comissió que havien d'anar a debatre-ho amb el Patriarca de Constantinoble. Aquest fet provoca reaccions violentes entre la població cristiana de Creta.
Durant la primavera de 1866, es van celebrar reunions a diverses localitats. El 14 de maig una reunió celebrada al monestir d'Aghia Kyriaki a Boutsounaria, va redactar una petició enviada al sultà, així com als cònsols de les grans potències presents a Khanià. A la primera reunió dels comitès revolucionaris de la primavera de 1866, cada regió va elegir els seus representants, i l'abat d'Arkadi, Gabriel Marinakis, fou l'escollit a la regió de Réthimno.

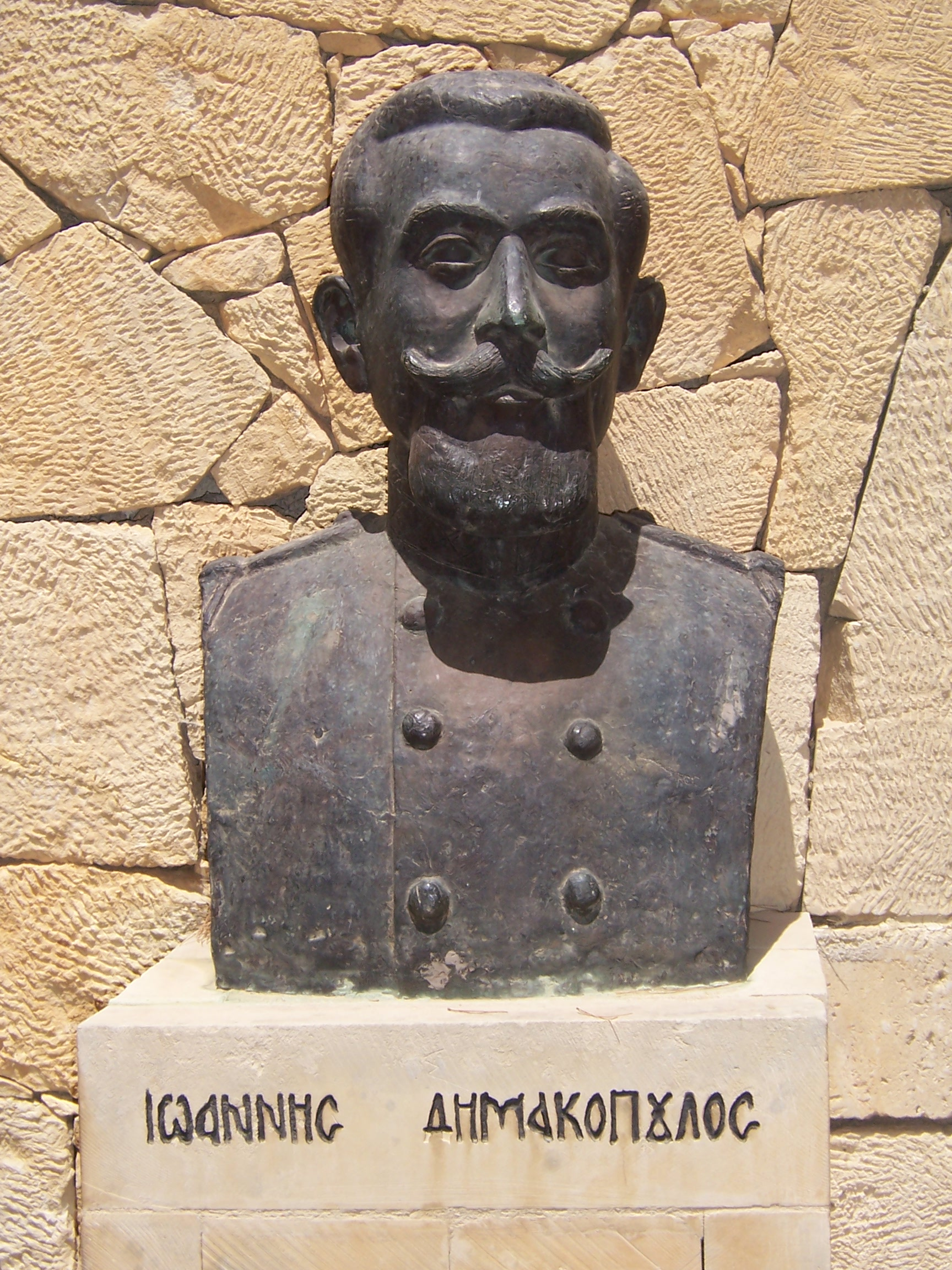
Ioannis Dimakopoulos

Arran d'aquests nomenaments, Ismail Pasha va enviar un missatge a Gabriel Marinakis a través del bisbe de Réthimno, Kallinikos Nikoletakis. La carta demana a l'abat de dissoldre l'assemblea revolucionària d'Arkadi manca sota l'amenaça de destruir el monestir. El juliol de 1866, Ismail va enviar el seu exèrcit per capturar els insurgents, però els membres del comitè van fugir abans de l'arribada dels otomans. Els turcs van marxar després de destruir icones i objectes sagrats que troben al monestir.
Al setembre, Ismail Pasha va enviar a Gabriel una nova amenaça de destruir el monestir, si l'Assemblea no es rendia. Es va prendre aleshores la decisió d'establir un sistema de defensa per al monestir. El 24 de setembre, el militar grec Panos Koronaios arribà a Creta desembarcant a Bali. A Arkadi fou nomenat comandant en cap de la revolta a la regió de Réthimno. Koronaios, militar de carrera, considerà que el monestir no estava destinat a ser una fortalesa, en contra de l'opinió de l'hegumen i els monjos. Koronaios finalment acceptà el punt de vista de Gabriel Marinakis. No obstant això, aconsellà destruir el graner de manera que els turcs no poguessin utilitzar-lo, ordre que no s'acomplí. Després de nomenar Ioannis Dimakopoulos com a comandant de la guarnició del monestir, Koronaios va abandonar el lloc. A la seva sortida, molts dels habitants dels voltants, especialment dones i nens, van trobar refugi al monestir, amb alguns béns de valor que esperaven preservar dels turcs. Així, el 7 novembre del 1866, el monestir acollia 964 persones: 325 homes dels quals 259 estaven armats, i la resta dones i nens.

### Arribada dels otomans

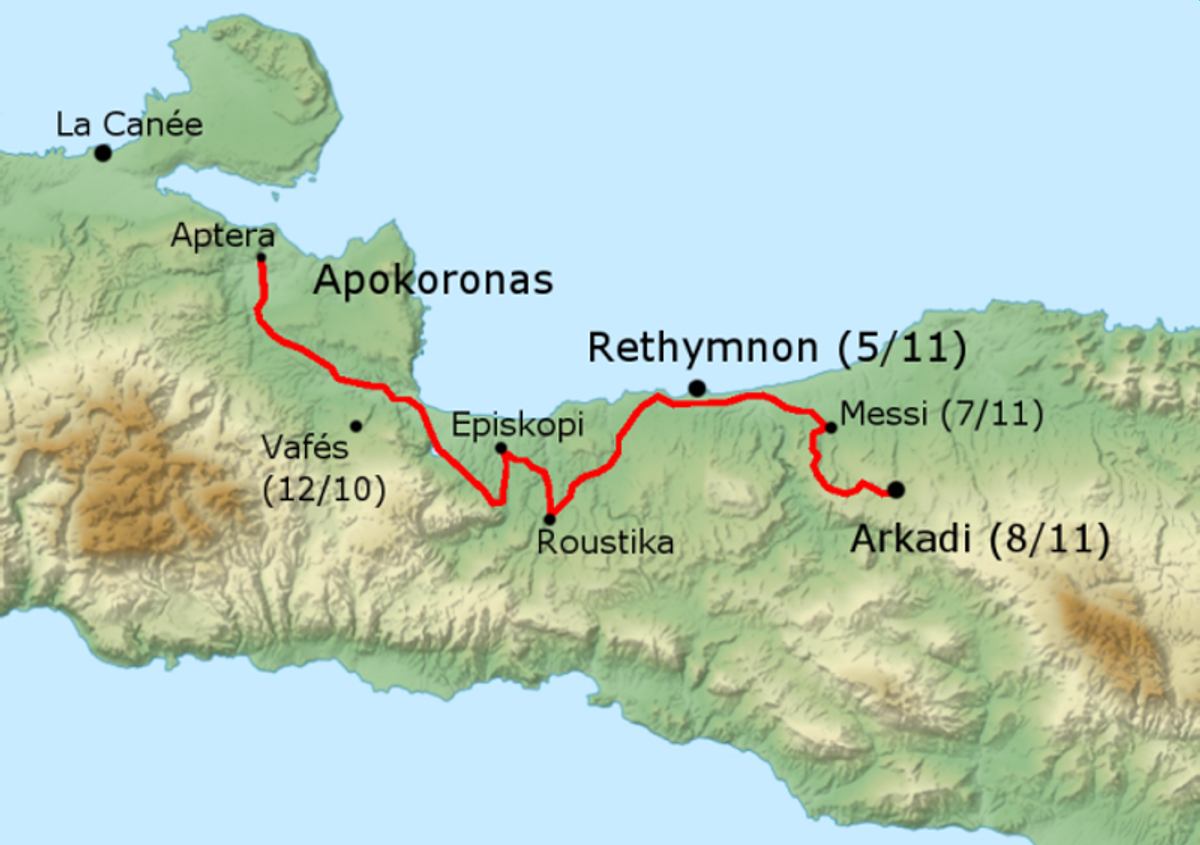
Ruta de Mustafà Pacha des d'Apokóronas fins a Arkadi

Des de mitjans d'octubre i amb la victòria de les tropes de Mustafà Pasha a Vafes, la major part de l'exèrcit turc romangué a la regió d'Apokóronas, especialment a les fortificacions de la badia de Suda. El monestir va negar a rendir-se, i Mustafà Pasha va fer marxar les seves tropes a l'est, cap a Arkadi. Va fer una primera aturada al poble d'Episkopi, que saquejà totalment. Des d'Episkopi, Mustafà va enviar una altra carta al Comitè Revolucionari d'Arkadi, ordenant-ne la rendició i anunciant la seva arribada imminent. L'exèrcit otomà es dirigí després cap al poble de Roustika on Mustafà feu nit al Monestir del Profeta Elies, mentre el seu exèrcit va acampar a Roustika i Hàgios Konstantinos. Mustafàa arribà a Réthimno durant el dia el 5 de novembre, on va rebre reforços turcs i egipcis. Les tropes otomanes arribaren al monestir la nit del 7 al 8 de novembre. Mustafà, tot i acompanyar els seus homes fins a un punt relativament a prop del lloc, acampà amb el seu estat major al poble de Messi.

### L'assalt

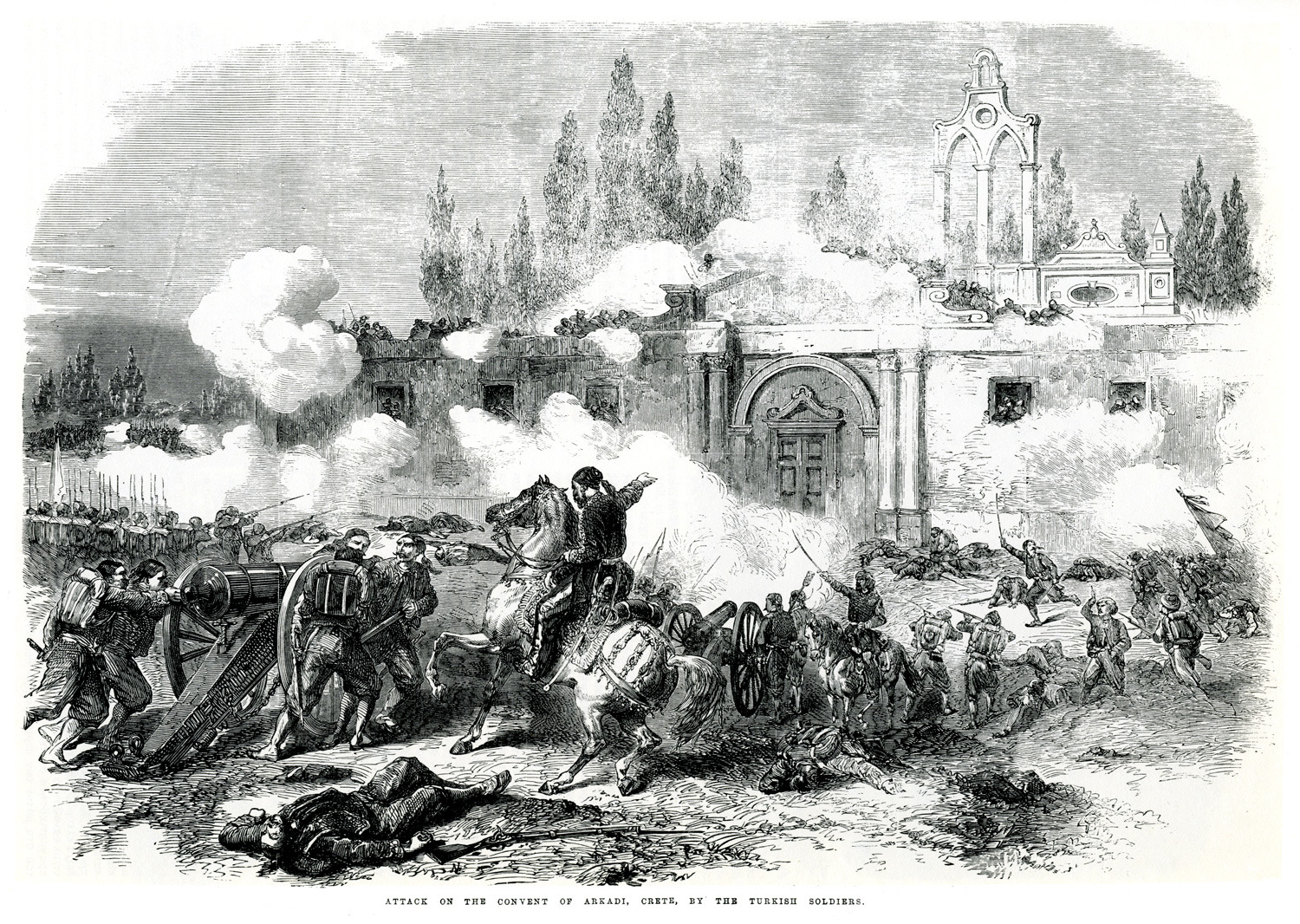
L'assalt d'Arkadi

El matí del 8 de novembre, un exèrcit de 15000 turcs i 30 canons dirigit per Solimà, va arribar a l'alçada del monestir, mentre que Mustafa Pasha romania al poble de Messi. Situat al turó de Kore, al nord del monestir, va llançar una crida als insurgents a rendir-se, obtenint alguns trets com a única resposta.
Aleshores els turcs llançaren l'atac. El seu objectiu principal era la porta principal del monestir, al costat oest. La batalla va durar tot el dia sense que els otomans poguessin arribar a l'edifici. Els assetjats van reforçar la porta amb barricades, i ja des d'un inici aparegué difícil de prendre. Els cretencs estaven relativament protegits pels murs del monestir, mentre que els turcs van patir nombroses baixes pel foc dels insurgents. Set cretencs havien pres posicions al molí de vent del monestir, edifici ràpidament capturat pels turcs, que li van calar foc amb els guerrers a dins.
L'assalt es va aturar a la nit. Els turcs portaren dos canons pesats de Réthimno, un dels quals anomenat Koutsahila, i els fiquen en el graner. Un consell de guerra dels insurgents va decidir buscar l'ajuda de Panos Koronaios i altres líders de la regió d'Amari. Dos cretencs baixen amb cordes de les finestres del monestir, i vestides com turcs, travessen les línies otomanes per a portar el missatge. Tornaren a la nit amb la mala notícia que era impossible que els reforços arribessin al monestir, ja que tots els camins d'accés estaven bloquejats pels turcs.
La lluita es va reprendre la matinada del 9 de novembre. Els canons van fer caure finalment les portes de l'edifici i els turcs entren a l'edifici, patint novament pèrdues significatives. No obstant això, els cretencs tenien ja poca munició i molts d'ells es veuen obligats a lluitar amb la baioneta o un d'altres objecte punxegut, situació que significava una avantatge important per als turcs.

### L'holocaust

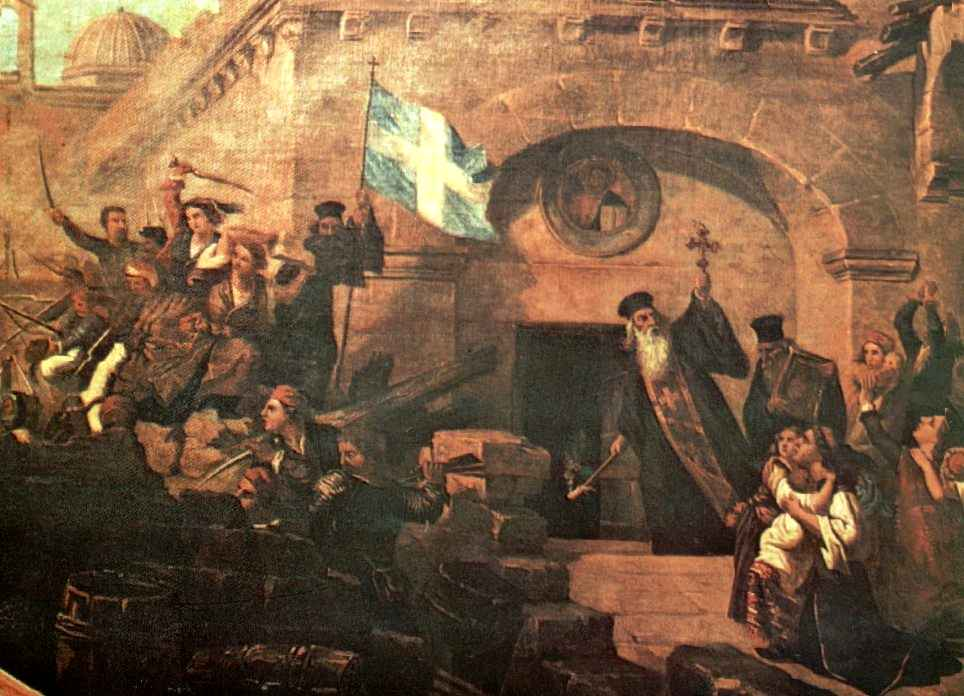
L'hegumen Gabriel reagrupant els assetjats cap al polvorí

Moltes dones i nens s'havien refugiat al polvorí del monestir. Els darrers combatents de Creta es van veure obligats a amagar-se en algunes cambres del monestir. Així, trenta-sis insurgents es van refugiar al refectori, a falta de municions. Descoberts pels turcs, foren massacrats. Des del polvorí, Konstantinos Giaboudakis cridà a reagrupar-s'hi a la gent oculta a les estances contigües. Quan centenars de turcs entraven al monestir, Giaboudakis obrí foc sobre els barrils de pólvora causant nombroses de baixes entre els invasors. Els insurgents van provar de fer el mateix en una altra estança on hi havia barrils de pólvora, però aquests eren humits i només en van explotar alguns, provocant només la destrucció parcial del nord de la cambra.
De les 964 persones que hi havia abans de l'assalt, 864 van morir en combat o en el moment de l'explosió. 114 homes i dones van ser capturats, i tres o quatre aconseguiren escapar, entre ells un dels dos missatgers que ja havia fugit del monestir a la nit per buscar reforços. Entre les víctimes, l'hegumen Gabriel. La tradició diu que ell havia calat foc a barrils de pólvora, però sembla que va morir el primer dia de la lluita. Les pèrdues turques s'estimen en 1500 soldats. Els seus cossos van ser enterrats en diferents llocs o van romandre sense sepultura, com va ser el cas de molts cristians, i finalment van ser llançats a les gorges adjacents. No obstant això, els ossos de molts cristians van ser recollits i col·locats en el molí de vent, convertit en ossera, en homenatge als herois d'Arkadi. Entre les tropes otomanes, en un dels turons que envolten el monestir, hi havia un cos de coptes d'Egipte. Aquests cristians, negant-se a disparar d'altres cristians, van disparar els trets a l'aire, i van abandonar caixes de municions.
Els supervivents d'aquesta tragèdia no van tenir millor sort que els morts en els combats. Els 114 presos van ser traslladats a Rethymnon, patint humiliacions per part dels funcionaris durant el transport, i rebent els insults i les pedres per part de la població musulmana que els espera a l'entrada de la ciutat. Les dones i els nens són tancats una setmana a l'església de la Presentació de la Mare de Déu a Réthimno. Els homes van ser empresonats durant un any en condicions difícils. El cònsol de Rússia va intervenir per exigir al Pacha que garanteixi les condicions bàsiques d'higiene i proporcioni roba als presos. Després d'un any, els presoners van ser alliberats i van poder retornar als seus pobles.

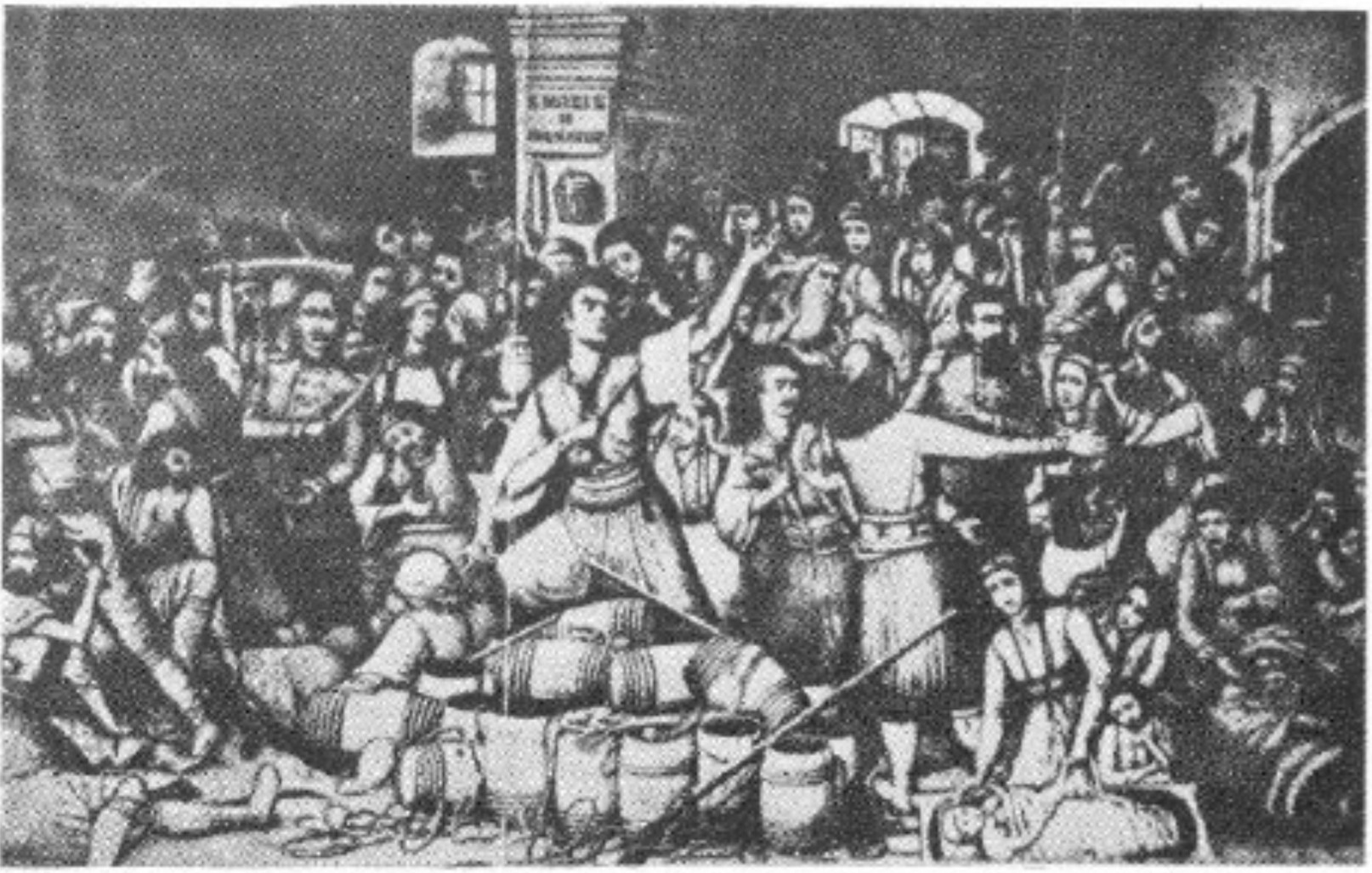
Konstantinos Giaboudakis a punt de disparar
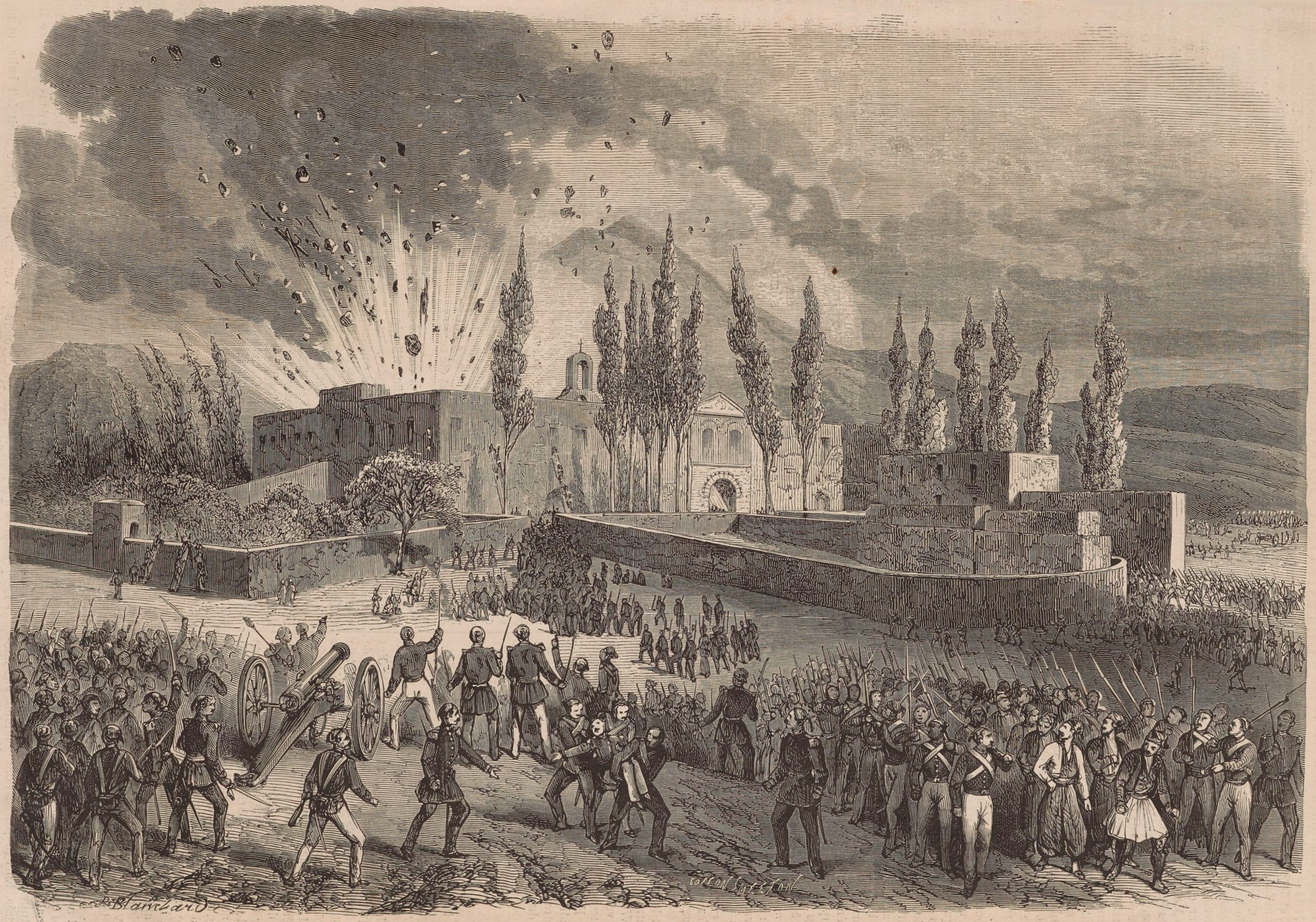
L'explosió de la pólvora
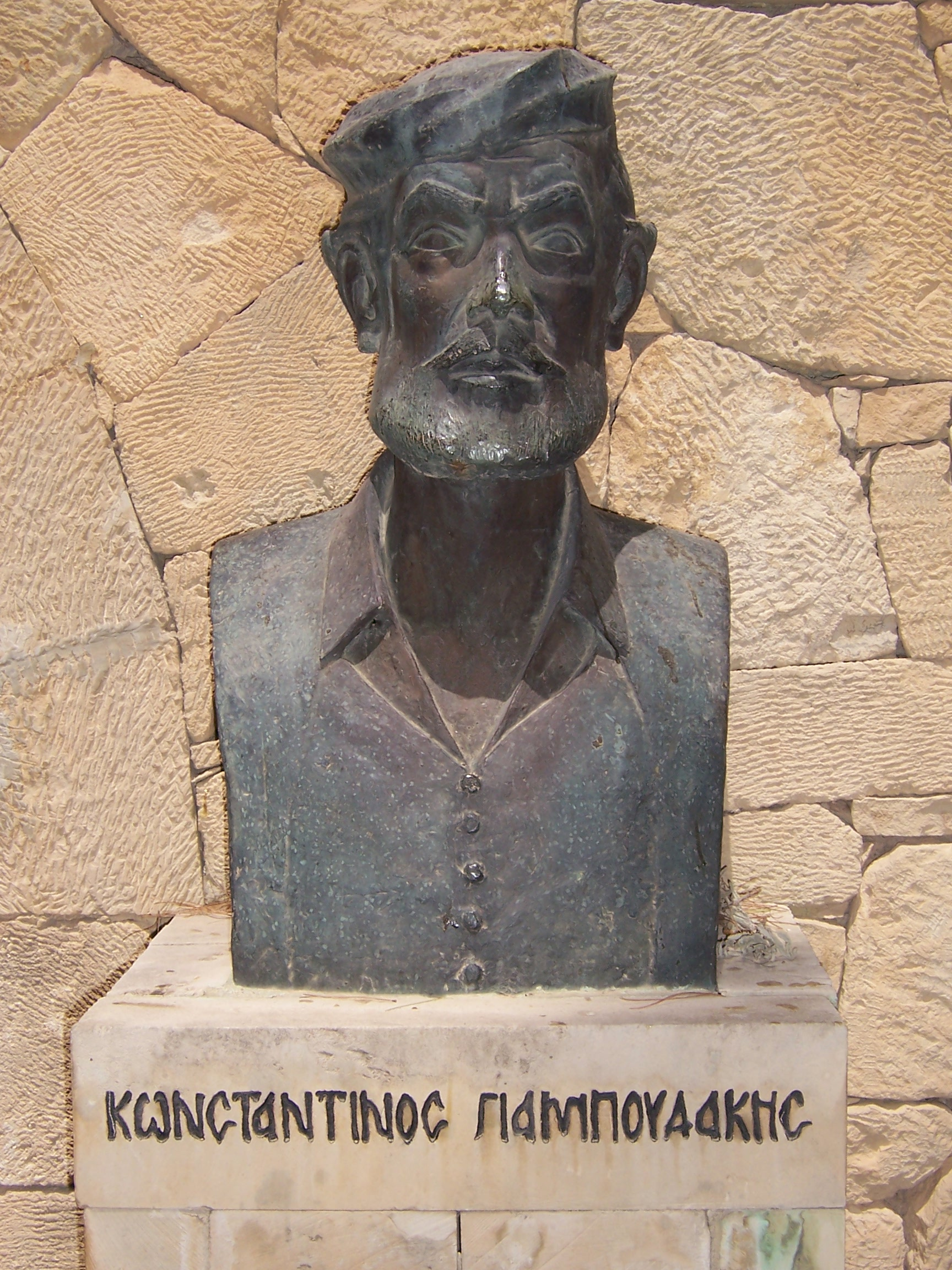
Konstantinos Giaboudakis

### Reacció internacional
Els otomans van considerar la presa d'Arkadi com una gran victòria i van celebrar solemnement la seva victòria amb salves de canons. Però fora dels seus dominis, els esdeveniments d'Arkadi van provocar l'emoció i la indignació entre els cretencs, en primer lloc, però també a Grècia i la resta del món. La tragèdia d'Arkadi representà un punt d'inflexió per a l'opinió mundial. L'esdeveniment recorda el Setge de Missolonghi, i molts filohel·lenistes de tot el món es pronuncien en favor de Creta. Voluntaris serbis, hongaresos i italians van arribar a l'illa. Gustave Flourens, que aleshores ensenyava al Collège de France, també es va comprometre amb la causa cretenca i van arribar-hi a finals de 1866. Va formar un petit grup internacional (amb tres francesos, un anglès, un nord-americà, un italià i un hongarès) que publicà el fulletó sobre La Qüestió d'Orient i el Renaixement cretenc, contactant amb els polítics francesos i organitzant conferències a França i a Atenes. Inclús els cretencs van nomenar-lo diputat de la seva Assemblea, però la seva acció es va veure obstaculitzada per la negativa de les grans potències. Giuseppe Garibaldi, en les seves cartes, va elogiar el patriotisme dels cretencs, i el seu desig d'obtenir la seva independència, fent que molts dels seus partidaris arribessin a Creta per participar en diverses batalles. Victor Hugo va publicar diverses cartes al diari Kleio de Trieste, per alertar a l'opinió pública mundial. Encoratjà als cretencs, dient-los que la seva causa guanyaria. Subratllà també que el drama d'Arkadi no era diferent dels de Psara o Misssolonghi, descrivint amb precisió la tragèdia:
| «                                             | Escrivint aquestes línies, obeeixo una ordre superior, una ordre agònica. [...] Coneixem la paraula, Arcadion, però sabem poc dels fets. Aquests són els detalls, gairebé ignorats. Arcadion, el monestir del Mont Ida, fundat per Heracli, setze mil turcs van atacar cent noranta-set homes i tres-cents cuarenta i tres dones, més nens. Els turcs tenien vint-i-sis canons i dos obusos, els grecs dos-cents quaranta fusells. La batalla va durar dos dies i dues nits, el convent està ple de mil dues-centes bales, una paret s'ensorra, els turcs entren, els grecs segueixen lluitant cent cinquanta fusells inutilitzats, encara lluiten sis hores per les cambres i les escales, i hi ha dos mil cossos al pati. El darrer acte de resistència s'imposa, l'eixam guanyador dels turcs omple el convent. Només queda una cambra, i dins d'ella, prop d'un altar, al centre d'un grup de nens i mares, un home de vuitanta anys, un sacerdot, l'hegumen Gabriel, pregant. A fora, els pares i els marits són assassinats; però no ser assassinats serà la desgràcia d'aquestes dones i nens promesos a dos harems. La porta, colpejada amb una destral, cedeix i cau. L'ancià pren una espelma de l'altar, mira els nens i les dones, acosta l'espelma a la pólvora i els salva. Una intervenció terrible, l'explosió rescata els vençuts, l'agonia és el triomf, l'heroisme i aquest convent heroic, que ha lluitat com una fortalesa, mor com un volcà | » |
| — Victor Hugo, <<Correspondance>>, t. 3, 1867 | |   |

En no trobar el suport necessari de les principals potències europees, els cretencs van buscar l'ajuda dels Estats Units. En aquell moment, els nord-americans estan tractant d'establir-se a la Mediterrània i mostren interès per Creta. Els informes indiquen que volien un port a la Mediterrània i que pensen, entre altres coses, comprar l'illa de Milos. La lluita de Creta va trobar una resposta favorable en l'opinió pública nord-americana. Els filohel·lenistes americans fan progressar la idea de la independència de l'illa, i durant l'any 1868, s'envià una sol·licitud de reconeixement de Creta és enviada a la Cambra de Representants. Finalment van optar per seguir amb la via diplomàtica, mantenint la política de no-intervenció en els assumptes de l'Imperi Otomà.

## Arquitectura

Plànol del monestir. Llegenda :1.porta oest
2. claustre
3.reservats
5.formatgeria
6.celler de vi
7.celler d'oli
8.magatzem
9.reservats dels monjos
10.cambres dels monjos
11.polvorí
12.celler
13.cuines
14.celler
15.refectori (actual museu)
16.cor
17.hospici (per a visitants)
18.església

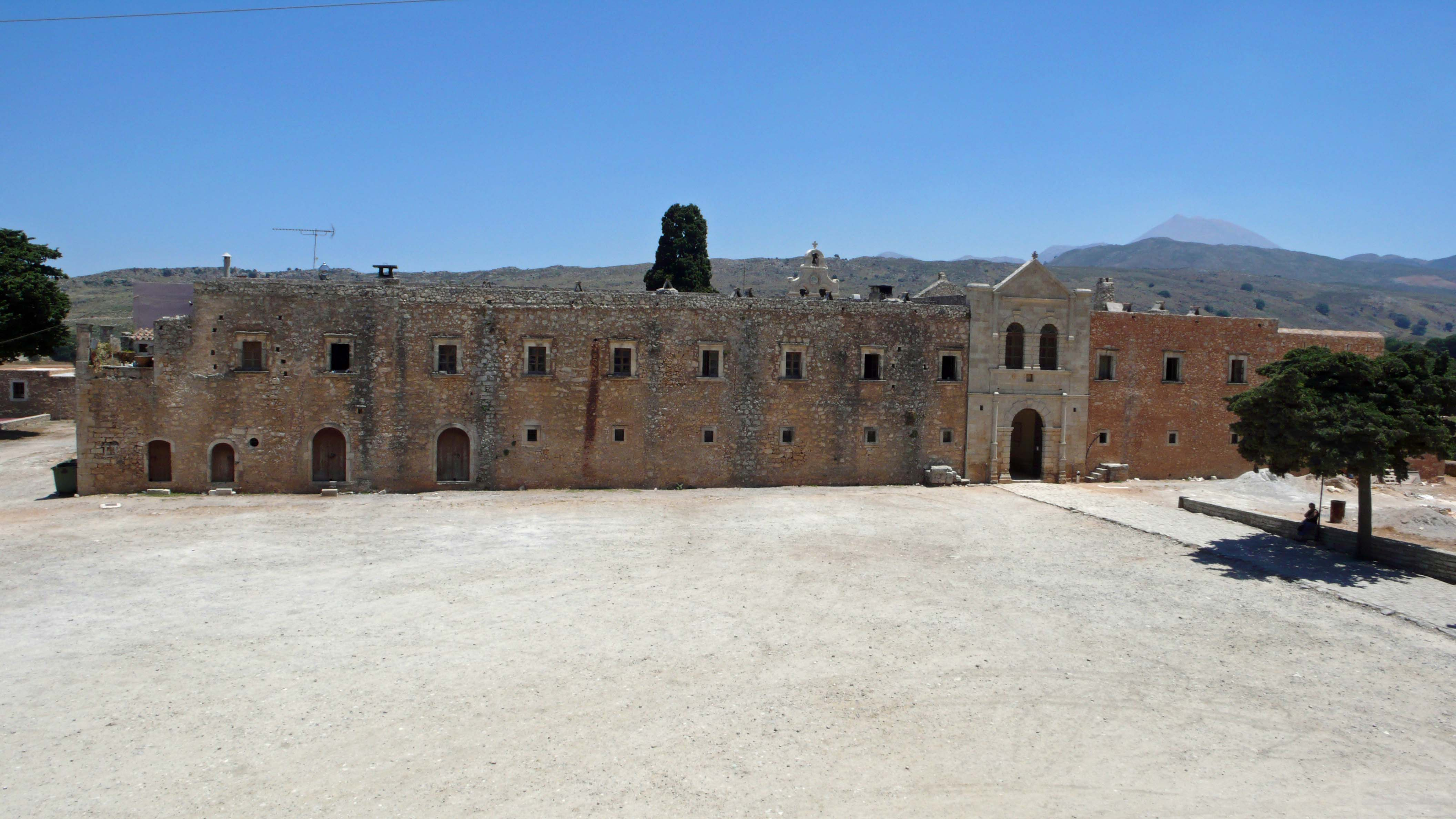
Façana oest del recinte del monestir

El recinte del monestir com un quasi-paral rectangular. Des de l'exterior, aquest lloc li dona l'aparença de fortalesa que defineix un complex de 5200m2. D'altra banda, l'aspecte d'una fortalesa es veu reforçada per les llacunes que es poden veure a la part superior de la paret oest i en les façanes sud i est. A més, el gruix de les parets és d'uns 1,20 metres.
A l'interior del recinte, hi ha edificis com la casa de l'hegumen, les cel·les monàstiques, el refectori, magatzems, el polvorí i l'hospici.
L'accés al monestir es feia principalment per dues portes a l'oest i l'est de l'edifici. L'entrada també es podria fer per les portes petites: una a la cantonada sud-est, dues al nord i una sobre la façana oest.

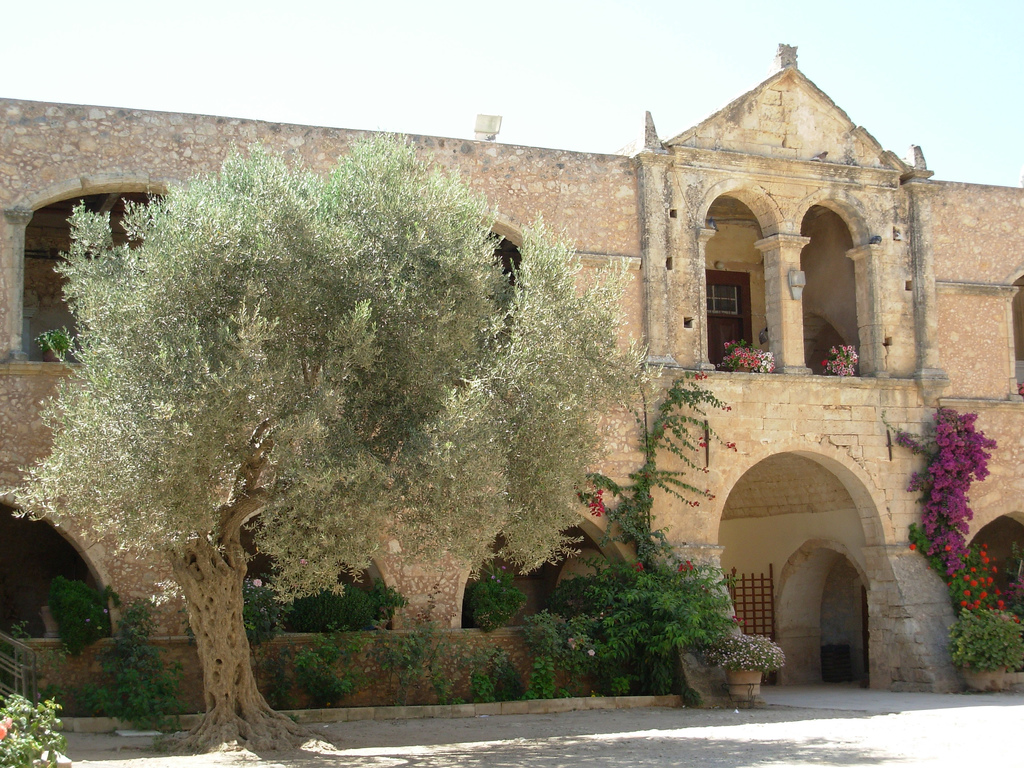
La porta oest vista des de l'interior del monestir.

La porta central del monestir es troba al costat oest del recinte. Porta el nom de Rethemniotiki o Haniotiki, per la seva orientació cap a les dues ciutats. La porta original va ser construïda el 1693 per l'hegumen Néophytos Drossas. Un manuscrit conservat al monestir inclou una descripció de la porta, detallant el seu aspecte abans que fos destruït el 1866 durant l'assalt dels turcs. Composta de pedres quadrades, amb dues finestres superiors, ornamentades per frontons piramidals i emmarcats per columnes estriades adornades amb lleons. En el frontó de la façana, es podia llegir la inscripció: Senyor, vetlla per l'ànima del teu servent, hegumen Néophytos Drossas, i la de tots els nostres germans cristians. L'aspecte general de la vella porta es va mantenir amb dues finestres superiors, emmarcades per dues columnes. Però la inscripció en honor de Drossas, els frontons piramidals i els lleons no han estat reconstruïts.
A la part oriental del recinte, hi ha la segona entrada al monestir. Orientada a Iràklio, s'anomena Kastrini, pel nom de la ciutat Kastro. Igual que la porta de l'oest, la porta va ser destruïda el 1866, i reconstruïda el 1870.

### Església

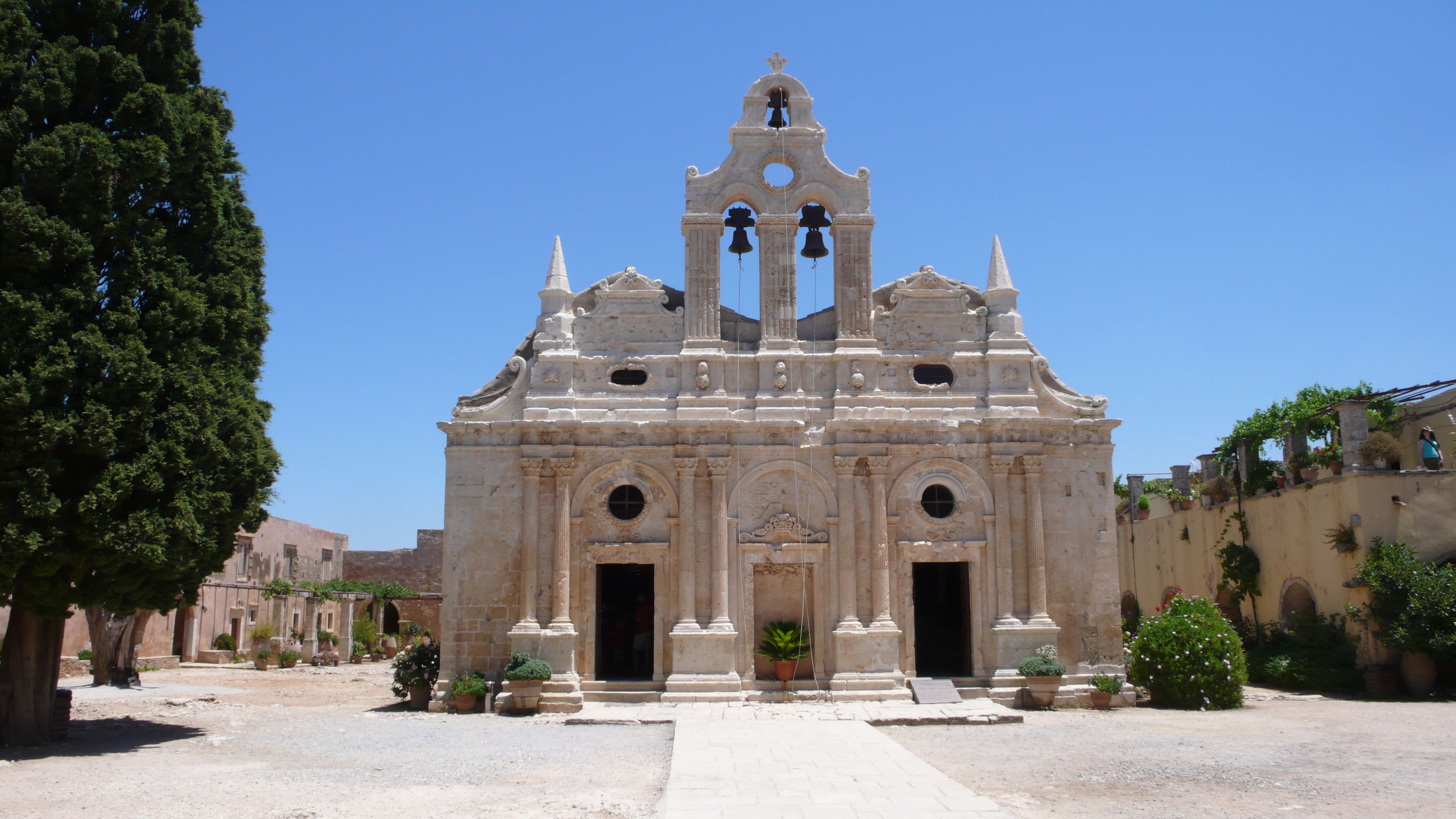
L'església

Es tracta d'una basílica de dues naus. La nau nord està dedicada a la Transfiguració de Crist i la nau sud a Sant Constantí i Santa Helena. Es troba al centre i lleugerament al sud del monestir. Segons la inscripció a la façana de la torre, l'església va ser fundada el 1587 per Klimis Khortatzis. L'arquitectura de l'edifici està marcada per una forta influència de l'art renaixentista, ja que la seva fundació es remunta a l'època en què Creta era el Regne de Càndia (un domini venecià).

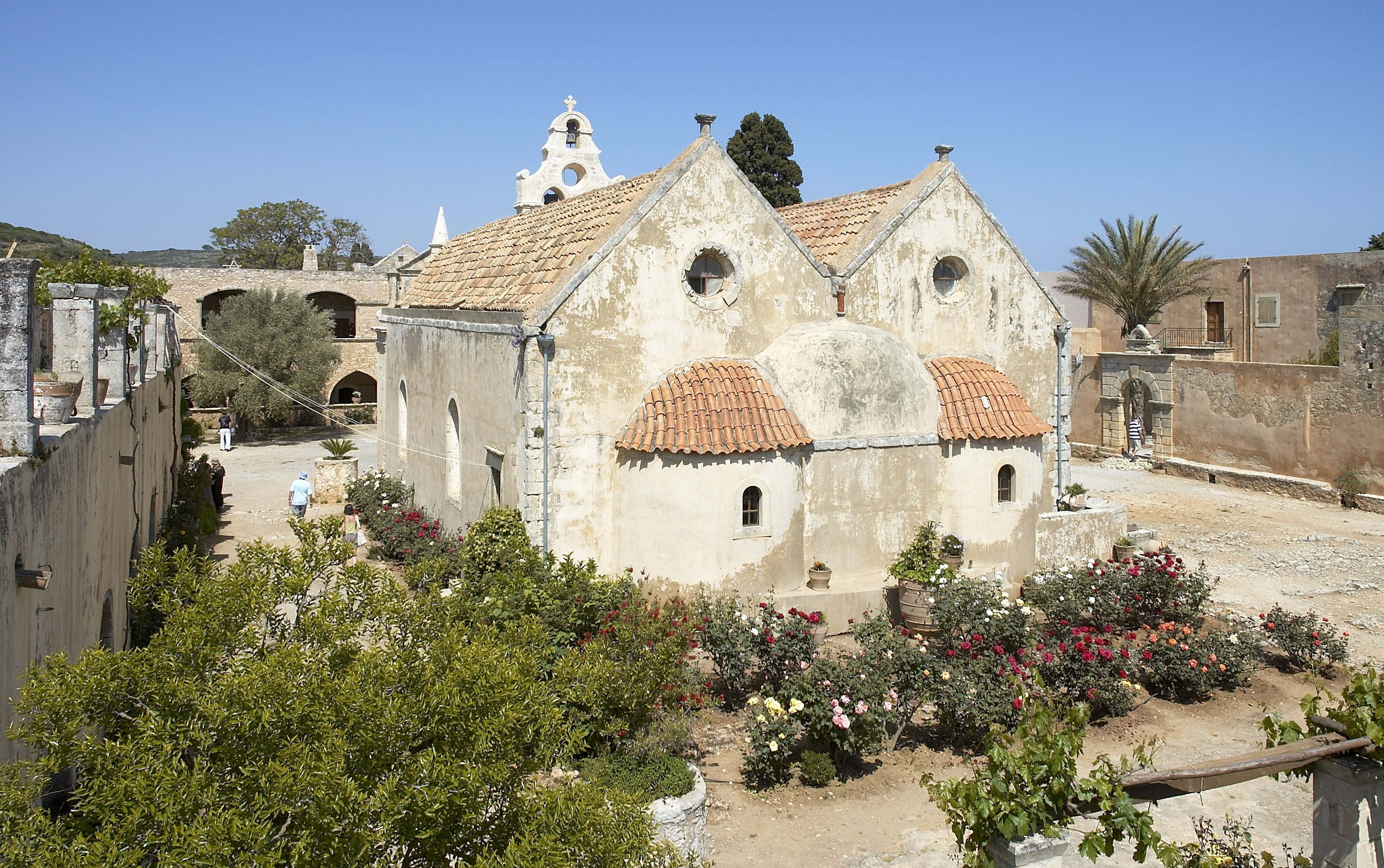
Els absis de l'església

A la part inferior de la façana de l'església, construïda en blocs quadrats de maons regulars, l'element principal consta de quatre parells de columnes amb capitells corintis. Malgrat la influència antiga dels seus capitells, les columnes pròpiament, alçades en un pedestal, són d'origen gòtic. Entre cada parell de columnes, hi ha un arc de mig punt. Els dos arcs en els extrems, de la façana cap a l'interior, contenen una porta i una obertura en forma de cercle, decorat per la vora amb margallons. Dins l'arc al centre de la façana hi ha un pòrtic decoratiu.

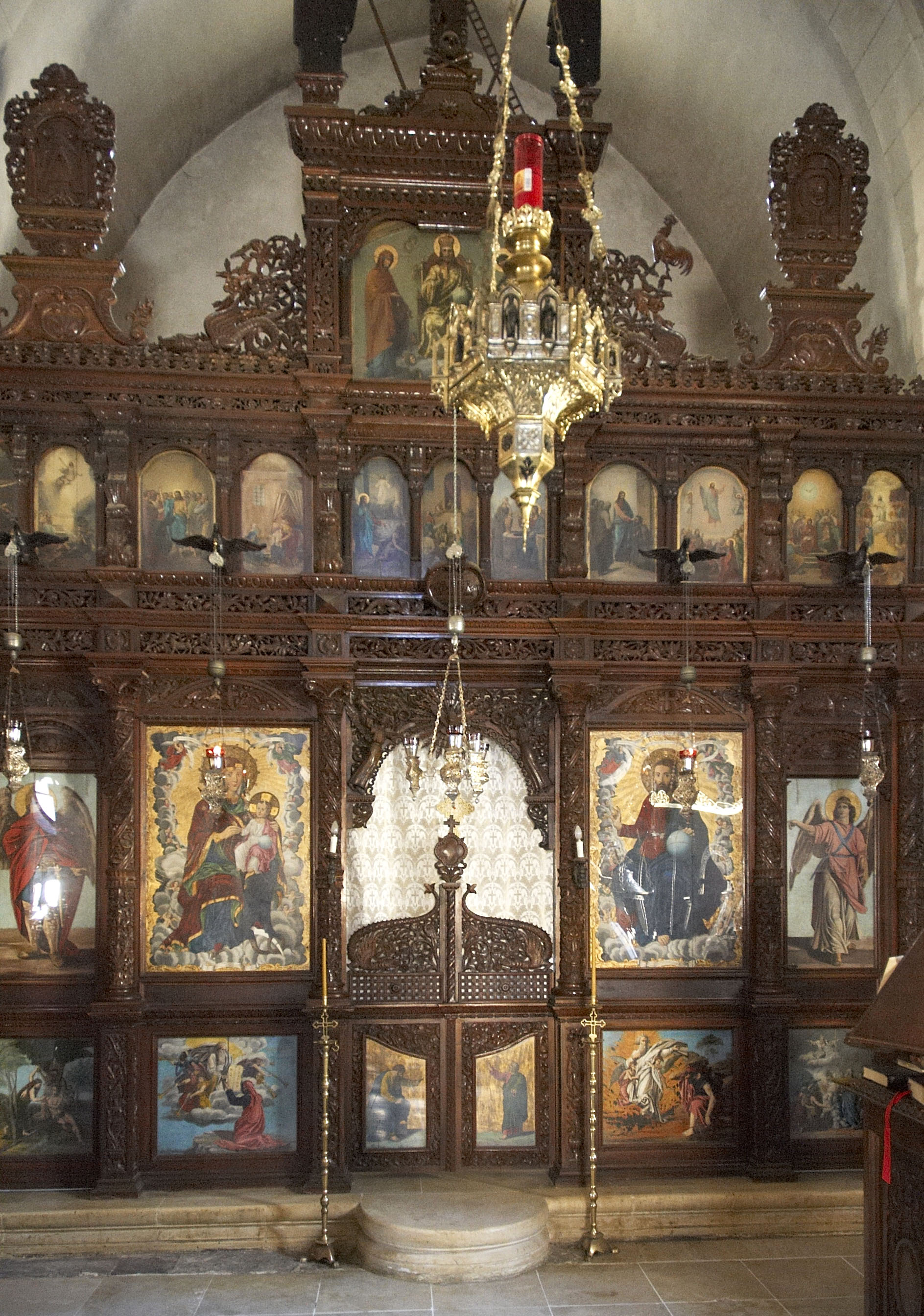
L'iconòstasi

A la part superior de la façana, per sobre de les columnes, es poden veure una sèrie de motllures i obertures en forma d'el·lipse, amb la vora decorada també amb margallons. Al centre de la part superior es troba el campanar i en cada extrem, els obeliscs d'inspiració gòtica. Les comparacions de la façana del monestir amb l'obra dels arquitectes italians Sebastiano Serlio i Andrea Palladio, mostren que probablement l'arquitecte de l'església es va inspirar en els seus treballs.
El 1645, l'església va ser danyada per saquejadors que van destruir l'altar. Durant la captura del monestir pels turcs el 1866, es cremà l'altar i les icones foren completament destruïdes. Només una creu, dos àngels de fusta i un tros de la resurrecció de Crist es van salvar de les flames. Els absis de l'església també van ser destruïts.
L'iconòstasi actual, fet de fusta de xiprer, va ser erigit el 1902. Del 1924 a 1927, per iniciativa del Metropolità Timoteu el Venerable, es va dur a terme la consolidació i restauració dels absis i el campanar. Les rajoles de l'interior de l'edifici van ser substituïdes el 1933.

### Polvorí

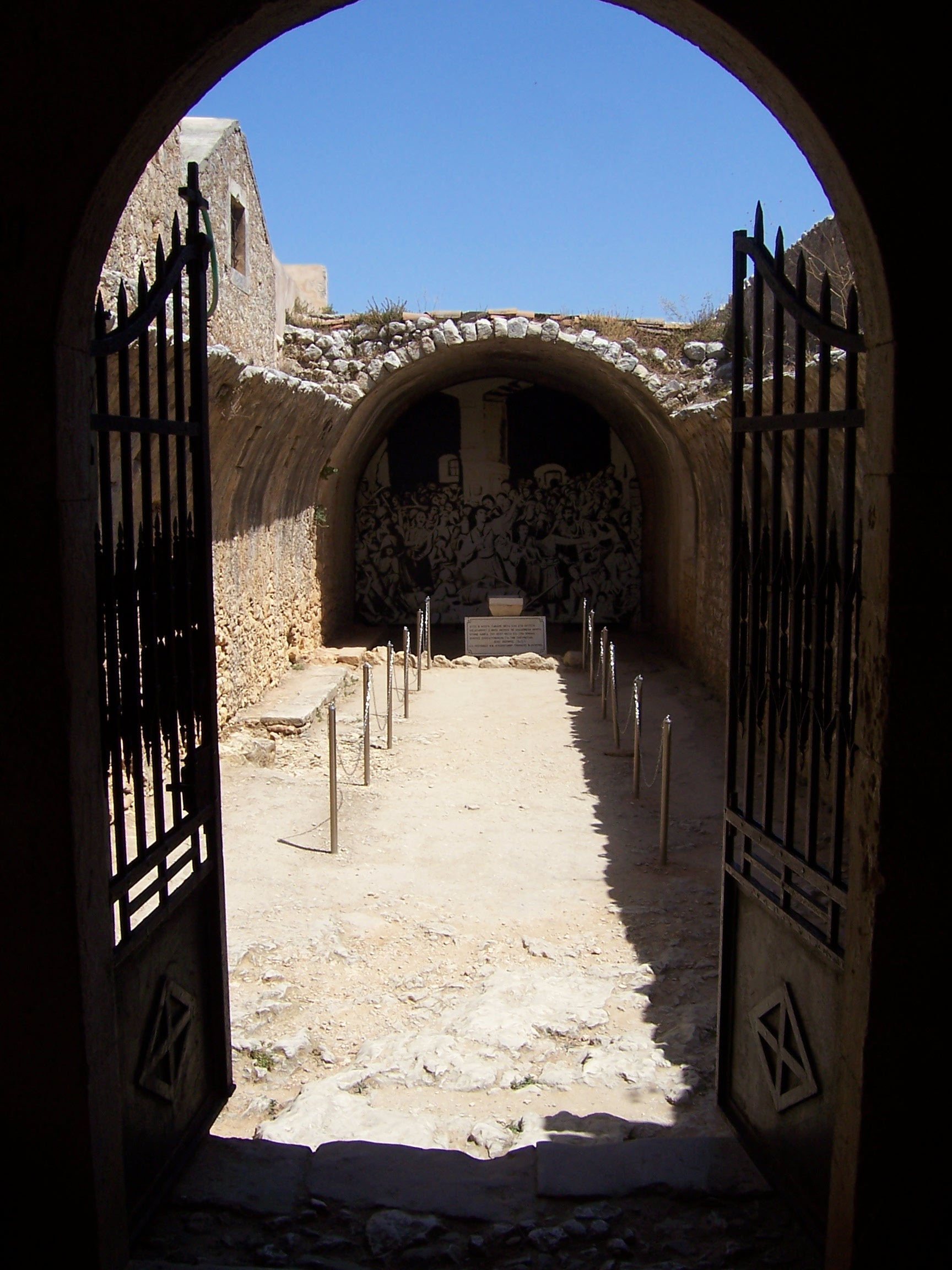
El polvorí

Abans de 1866, el polvorí era a la part sud del recinte. Poc abans de l'atac dels turcs, i per por que poguessin travessar fàcilment les parets de la cambra i fer esclatar el monestir amb la munició, aquesta va ser desplaçada al celler, que era uns 75 centímetres per sota en comparació el dipòsit original, el que garantia una major seguretat. Aquest era allargat i arquejat. Amb una longitud de 21 metres per 5,40 metres d'ample, aquesta part del monestir va ser completament destruïda en l'explosió de 1866, amb l'excepció d'una petita part de la volta a la part est.

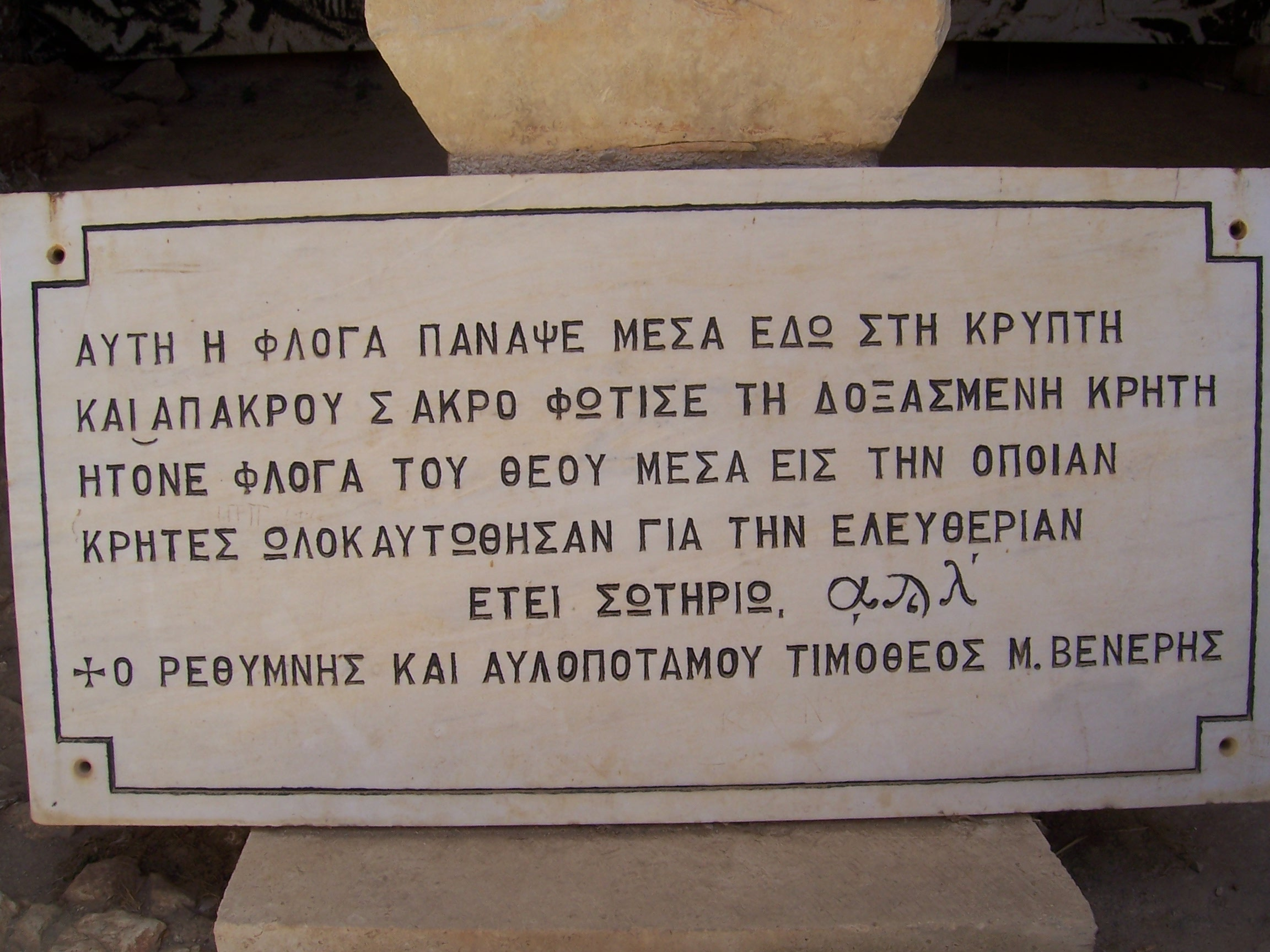
Inscripció commemorativa

El 1930, l'arquebisbe Timoteu Veneris va col·locar una inscripció commemorativa, que va ser fixada a la paret oriental en memòria dels esdeveniments de 1866. Ara reposa a terra amb el text següent:
| « | La flama que es va encendre al fons d'aquesta cripta i que, d'un extrem a un altre, va il·luminar la gloriosa illa de Creta, era una flama divina dins la qual que els cretencs van morir per la llibertat | » |

### El refectori

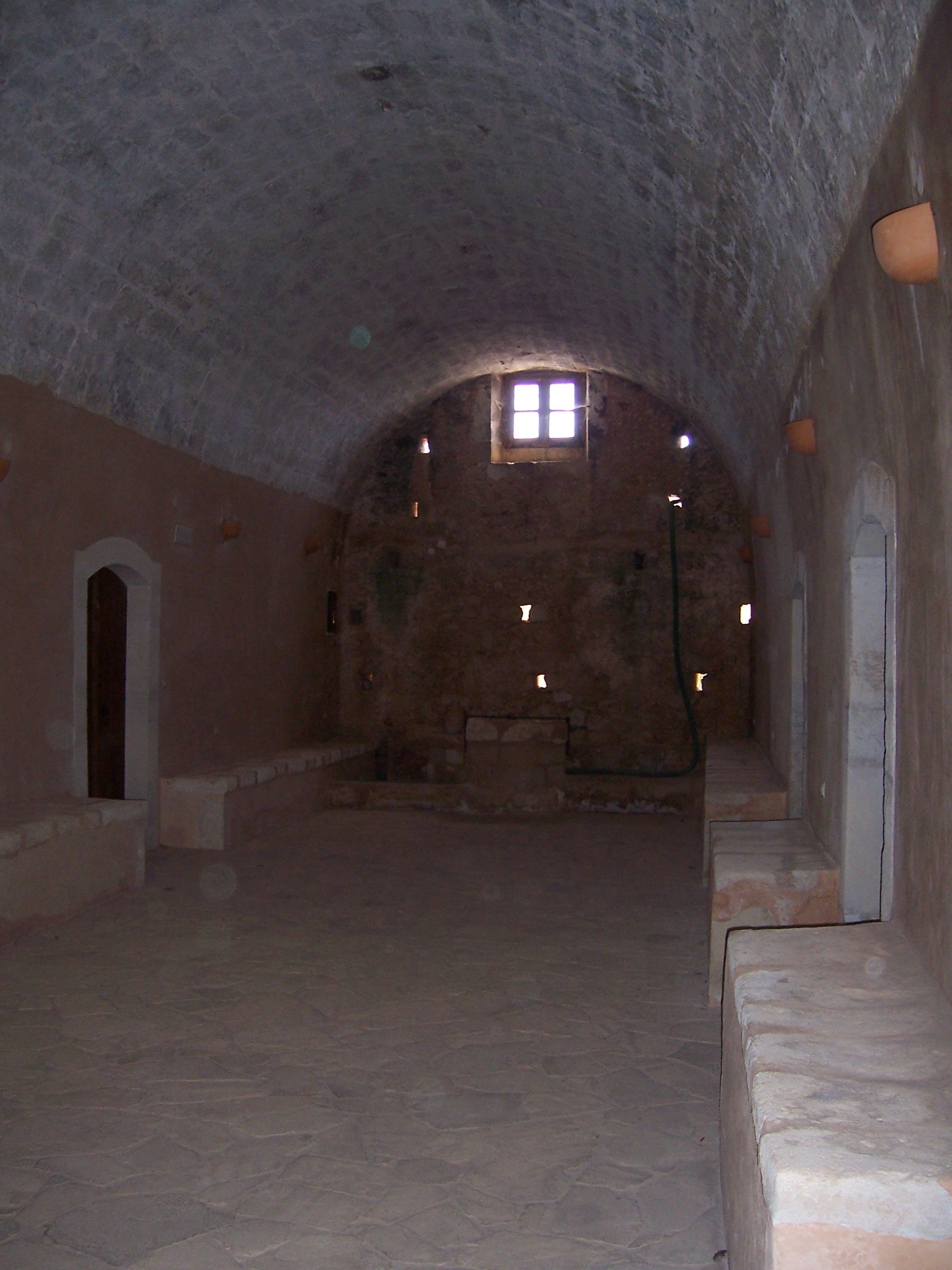
El celler

El refectori, el menjador dels monjos, està situat a l'ala nord del monestir. Va ser construït el 1687 com s'esmenta en una inscripció situada damunt de la porta que donava al pati del refectori. En aquesta inscripció, podem tornar a llegir el nom de Néophytos Drossas.

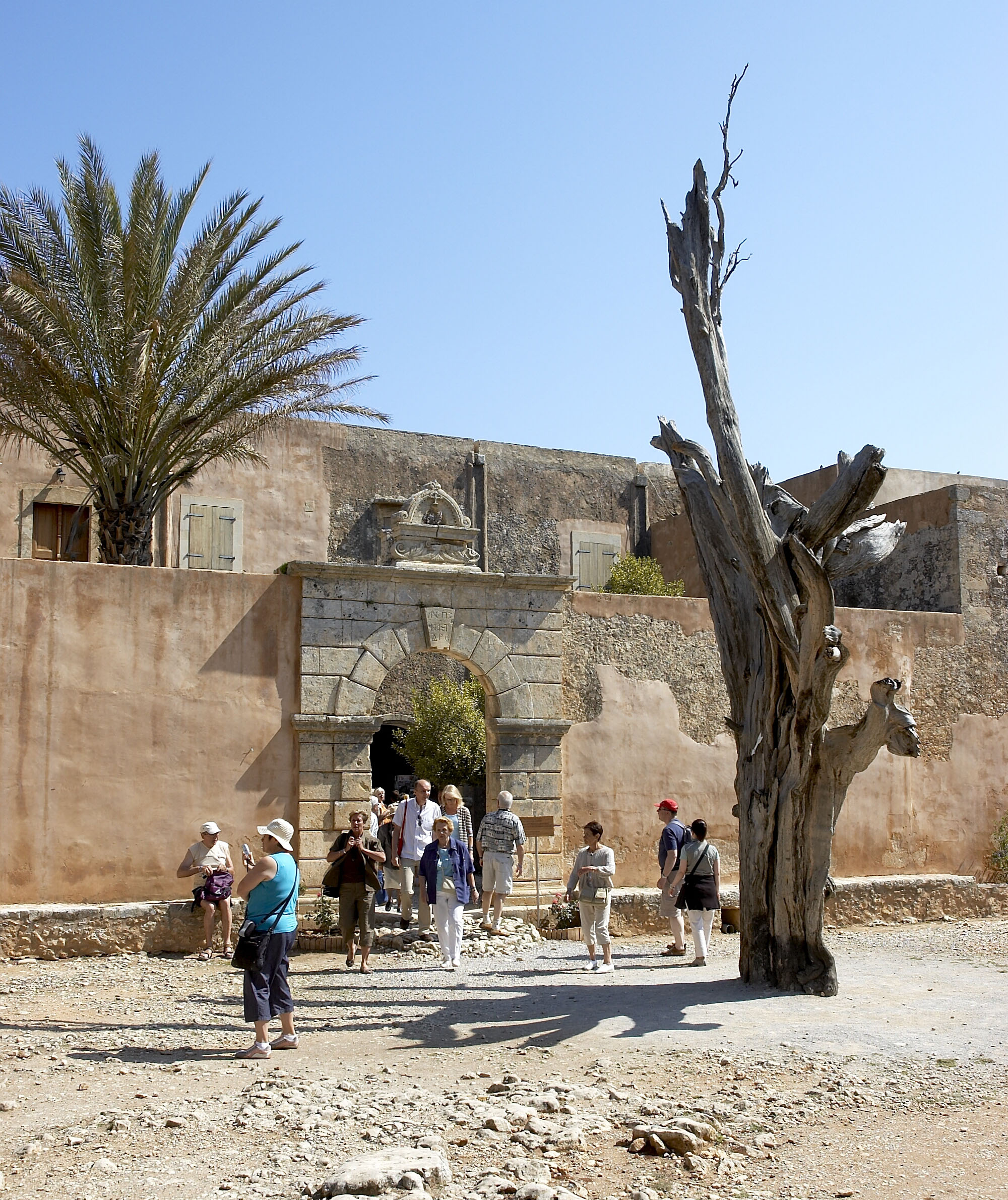
L'entrada que condueix al pati del refectori

De d'aquest pati, hi ha una escala per accedir a la casa de l'hegumen, i un altre accés al menjador. Al llindar de la porta del mateix refectori, es pot llegir una inscripció gravada en honor de la Mare de Déu i un hegumen que precedí Néophytos Drossas. El menjador és una sala rectangular de 18,10 metres de longitud i 4,80 metres d'ample. Està coberta per una volta. A l'est hi les cuines.
Aquest edifici, que no ha patit transformacions des de la seva construcció el 1687, fou el lloc dels darrers combats durant l'assalt de 1866. Encara es poden veure els forats de bala i l'espasa a les taules i cadires de fusta.

### Hospici

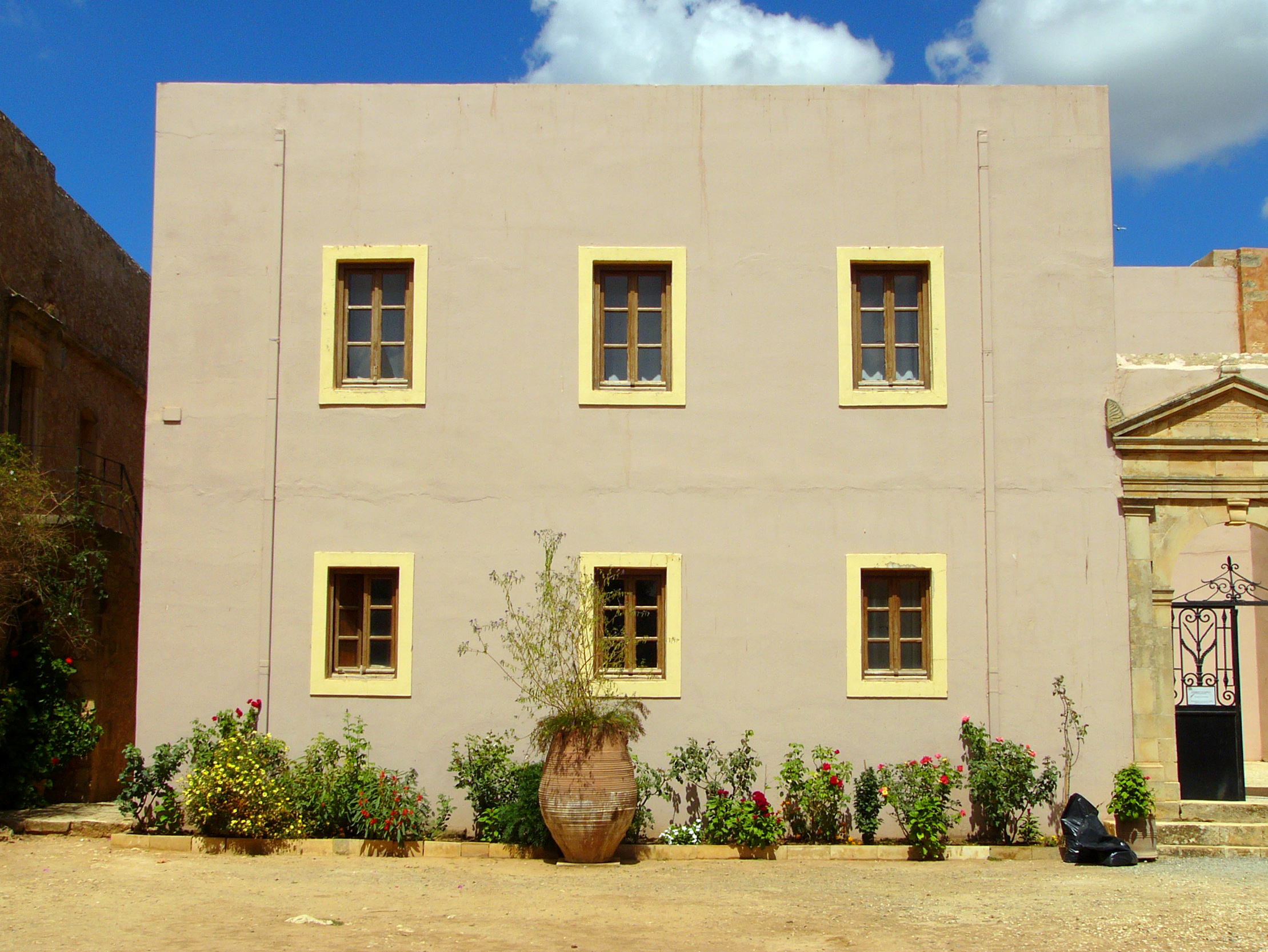
L'hospici

A la part nord-oest del monestir hi ha un hospici. Abans de 1866, en aquest emplaçament es trobava la casa de l'hegumen, completament destruïda durant els combats. Es tractava d'un edifici de dues plantes; a la planta baixa, la cuina, el menjador, i el calabós. Des del menjador, hi havia una escala que conduïa a una gran sala, anomenada l'Aula del Sínode, i que era lloc de trobada per als monjos després dels oficis.
El 1866, la casa va patir greus danys i va romandre en ruïnes durant molts anys a causa de les dificultats financeres del monestir. Al segle xix, l'abat Gabriel Manaris va visitar diverses ciutats de Rússia en un intent de recaptar fons per a la reconstrucció de l'edifici. Va recaptar Guanyava diners, vasos sagrats i ornaments. El 1904, sota la direcció del bisbe de Réthimno, Dyonissios, la casa va ser completament destruïda i reemplaçada per un hospici, acabat el 1906.

### Estable
Fora del monestir, a uns 50 metres de la porta oest, hi ha les antigues cavallerisses del monestir. Van ser construïdes el 1714 per l'hegumen Néophytos Drossas com ho demostra la inscipció visible damunt de la porta.
L'edifici és de 23,90 metres de llarg i 17,20 metres d'ample. Es divideix en tres seccions, cadascuna de 4,30 metres. Les parets internes i externes de la granja són d'un metre i també incloïa una part per als treballadors. Encara són visibles algunes empremtes dels combats de 1866, especialment a les escales i a les finestres de la façana.

### Monument als morts

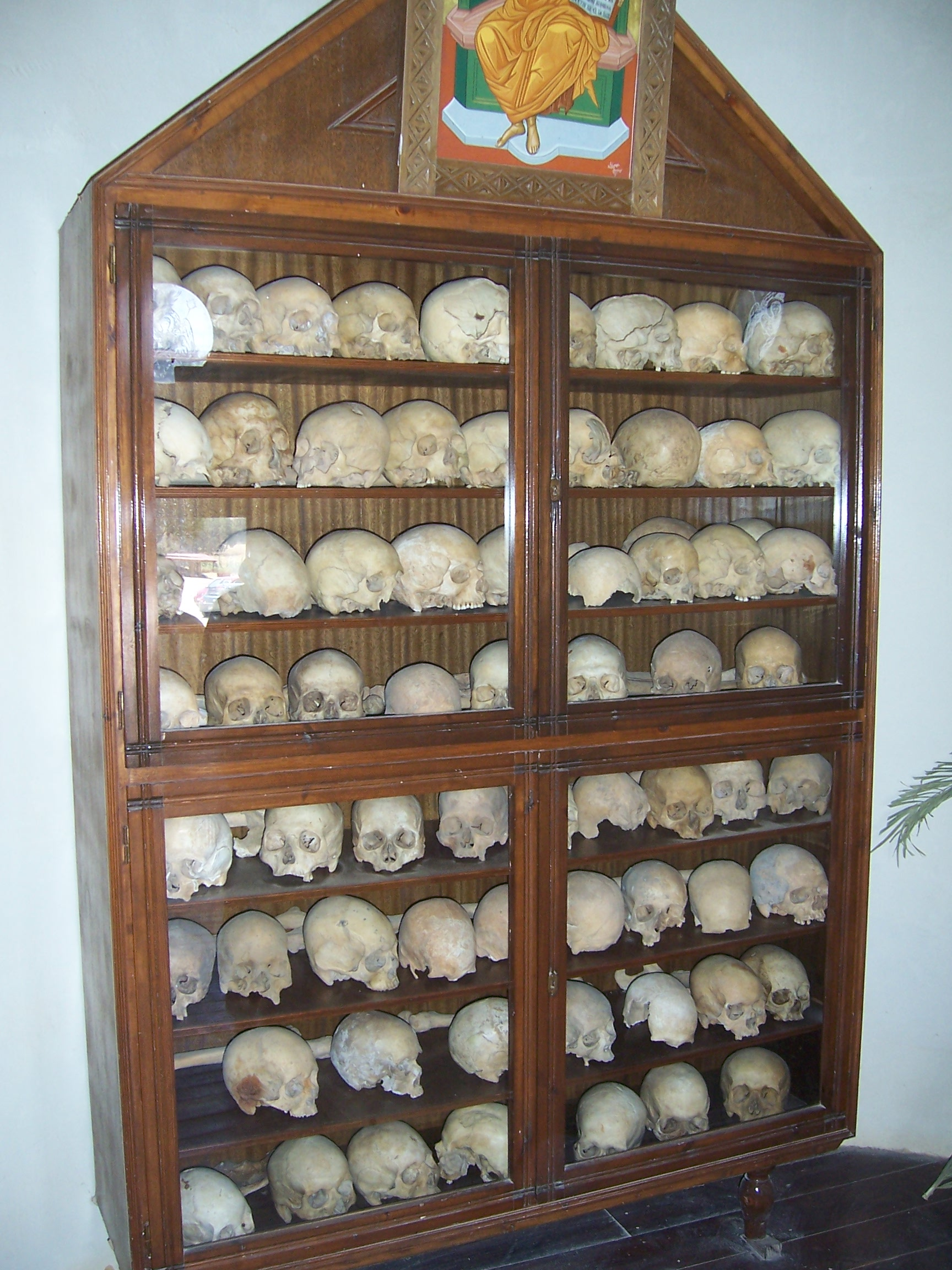
Cranis de víctimes de l'explosió

A l'exterior del monestir, a uns seixanta metres cap a l'oest, hi ha un edifici que commemora el sacrifici dels cretencs que van morir el 1866. Aquest monument, és situat a la vora de l'altiplà en què es troba el monestir, amb vistes a les gorges.

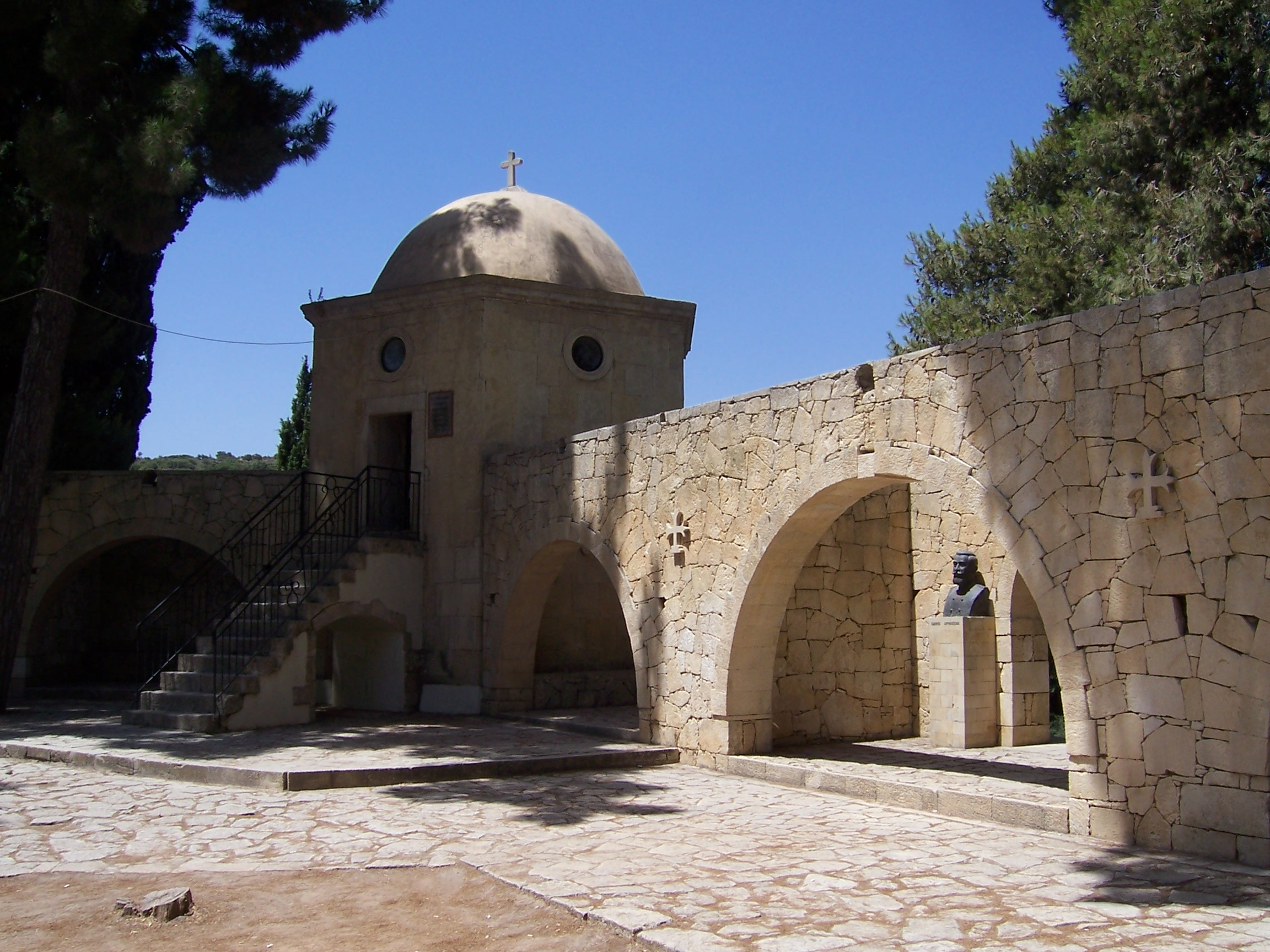
El memorial

Els ossos dels morts en el setge de 1866 s'emmagatzemen en una vitrina. Aquests ossos tenen clares empremtes dels combats i a cops són perforats a conseqüència de les bales o els cops d'espasa. Al monument també hi ha uina inscripció commemorativa.
| « | Res és més noble i gloriós que morir pel propi país | » |

De forma octogonal, aquest edifici és un antic molí de vent que es va convertir posteriorment magatzem. Va servir com a ossera poc després del setge, i va adquirir la seva forma actual el 1910 per iniciativa de Dionyssios, aleshores bisbe de Rethimno.

## Arkadi dins la cultura grega
- La tragèdia d'Arkadi va ser objecte de diverses cançons populars[54] interpretades per reconeguts intèrprets de Creta, incloent Kostas Mountakis.
- El nom del Arkadi es va donar des de 1866 a una vaixell que proveïa de municions als insurgents de Creta des de Grècia. Va fer 23 viatges fins al que el 1868 va ser enfonsat pels turcs.
- A la novel·la Llibertat o mort, de Nikos Kazandzakis, escriptor grec d'origen cretenc, s'analitza la revolta de Creta de 1889. Però el record de les revoltes passat, i en particular l'episodi d'Arkadi, és molt present en l'obra, i la tragèdia està ben documentada.[55]
- El Monestir d'Arkadi apareix en els bitllets de cent dracmes grecs des de 1978 fins a la introducció de l'euro, juntament amb Adamàndios Koraís.